# トヨタ・ヴォクシー
ヴォクシー（VOXY）は、トヨタ自動車が販売しているミニバン型乗用車である。製造はトヨタ車体富士松工場が担当している。

## 概要
「ライトエース・ノア」の後継車として姉妹車の「ノア」（旧タウンエース・ノア）と同時に発売された。カローラ店向けのノアとは対照的にドレスアップ的要素の強い印象を持つ一方で、ノア同様スライドドアを両側に設けている。
当初は電子制御式4速オートマチック（ECT-iE）8人乗りのみであったが、2004年のマイナーチェンジでCVT（無段変速機）、5人乗りグレードが導入された。
初代モデルから現行モデルまで直列4気筒2.0L自然吸気のエンジンで、前輪駆動モデルと四輪駆動モデルが設定されている。
初代は1AZ-FSEを搭載。トヨタの直噴システムであるD-4を採用しており、前期型では希薄燃焼（リーンバーン）を利用するものであったが、後期型ではCVTの採用とあわせて基本的に理想空燃比で燃焼を行うストイキD-4に改められており、排ガスレベルを低減している。
2代目前期はZSグレードのみバルブマチック機構の3ZR-FAE、他は3ZR-FEを搭載したが、後期では全グレード3ZR-FAEとなった（両エンジンともに直列4気筒2.0L自然吸気）。
ノア同様、2代目までアナログセンターメーター、3代目からはオーソドックスなアナログメーターを採用している。全モデル水温計は非搭載となっている。
基本的に日本国内専用車であるが、左ハンドル車も受注生産車扱いで販売されている。
3代目はヴォクシーとノアの発売に遅れてトヨタ店・トヨペット店向けの姉妹車「エスクァイア」が登場。これによりポルテ&スペイド同様、実質的な全店併売車種となった。その後、3兄弟とも全店併売となり、3兄弟のグレード体系が整理された際、ノーマルタイプをノアに集約し、エアロモデルの展開となった。
エスクァイアは1代限りで販売終了となったことで、4代目は発売当初、ノアとの2兄弟車種に戻ったが、2022年8月にノアが4代目ランディとしてスズキへOEM供給を開始したことで、メーカーを跨ぎながらも3兄弟体制が復活した。

## 初代 R60G型（2001年-2007年）

### 年表
- 2001年（平成13年）
  - 10月27日 - 第35回東京モーターショーに参考出品｡
  - 11月16日 - 発売。ライトエースノアの後継車として登場。キャッチフレーズは「I am a Father,」で、CMキャラクターにはトータス松本を起用。プラットフォームは新設計。平成12年度基準排出ガス25%低減（良－低排出ガス）達成。
- 2002年（平成14年）
  - 7月11日 - 特別仕様車「Z 煌」、並びに「Z 煌・ナビスペシャル」を発売。
    - 「Z 煌」はZをベースとして、Z・Gエディションの便利機能（ワイヤレスドアロックリモートコントロール、スライドドアイージークローザーなど）や外装のメッキ処理、パワーアシストドアを標準装備した。また「ナビスペシャル」は「Z 煌」の装備にワイドマルチAVステーション、6スピーカー、バックガイドモニターを追加装備した。

  - 12月9日 - 特別仕様車「X Limited」および「X Limited ナビスペシャル」を発売。
    - 「X Limited」はXをベースにX・Gエディションの装備（パワーアシストドア、ワイヤレスドアロックリモートコントロール、外気温表示付オートデュアルエアコン）に加え、上級グレードに装備される外内装を施して上質感を演出した。また「ナビスペシャル」は「X Limited」の装備にワイドマルチAVステーション、6スピーカー、バックガイドモニターを追加装備した。
- 2003年（平成15年）
  - 8月7日 - 一部改良。メーカーオプションのカーナビがG-BOOKに対応し、新グレード「X・Lエディション」を追加。さらに、2002年7月に発売された特別仕様車「Z 煌」の改良版である「Z 煌II」、「Z 煌II・ナビスペシャル」を発売。
  - 12月24日 - ウェルキャブ仕様車の助手席リフトアップシート車、サイドリフトアップシート車を一部改良。電動リクライニングが追加されたほか、サイドリフトアップシート車の脱着タイプはシートを車椅子として使用するための脱着操作方法を改良し、車椅子のホイールベースを拡大し安定性を向上させた。
- 2004年（平成16年）8月17日 - マイナーチェンジ。キャッチフレーズは「VOXY THE Cool」で、CMキャラクターは反町隆史に変更した。フロントまわりやリヤコンビネーションランプ、センターメーターのデザイン、シート表皮を変更。また、Super CVT-iを全車標準装備化したことで、「平成17年度基準排出ガス50%低減レベル（☆☆☆）」と「平成22年度燃費基準+5%」を同時に達成。さらに、かつてライトエースワゴンに設定されていたSWグレードのような2列・5人乗りグレード「TRANS-X」を追加したほか、Zにはウェルキャブモデル（サイドリフトアップシート車、車いす仕様車・スロープタイプ）を追加。
- 2005年（平成17年）
  - 4月21日 - 特別仕様車「Z 煌」を発売。デュアルパワースライドドアなどを装備する。
  - 8月2日 - 一部改良。排出ガスをクリーン化し、「平成17年基準排出ガス75%低減レベル（☆☆☆☆）」を達成。ヘッドランプにレベリング機能と左フロントフェンダーにサイドアンダーミラーが追加される。なお、特別仕様車の「Z 煌」もベース車と同等の仕様変更を受ける。
- 2006年（平成18年）8月2日 - 特別仕様車「Z 煌」のウェルキャブモデル（サイドリフトアップシート車、車いす仕様車・スロープタイプ）を発売。
- 2007年（平成19年）
  - 5月[1] - 生産終了。在庫対応分のみの販売となる。
  - 6月 - 2代目と入れ替わる形で販売終了。

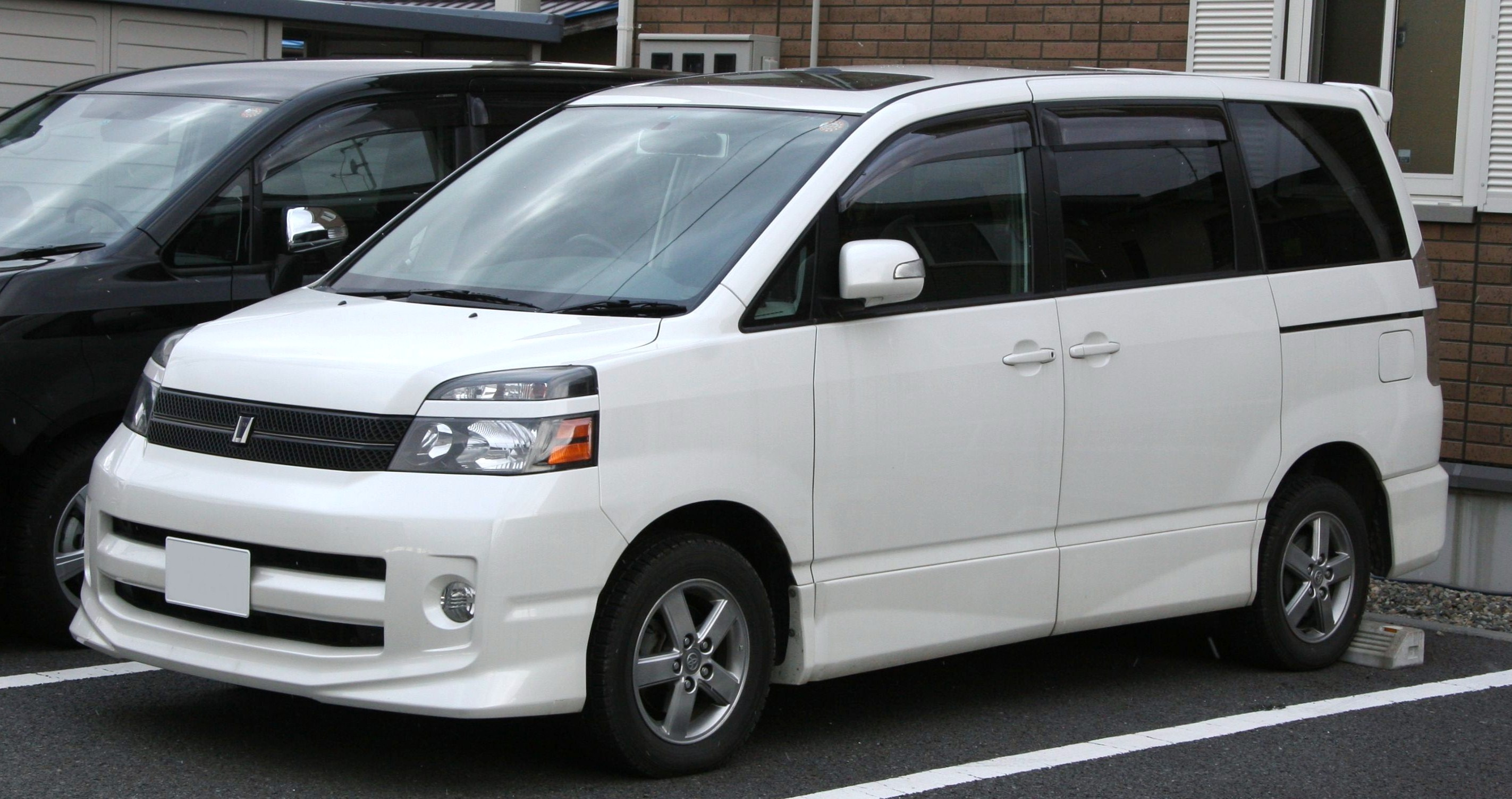
後期型（2004/8 - 2005/8） Z
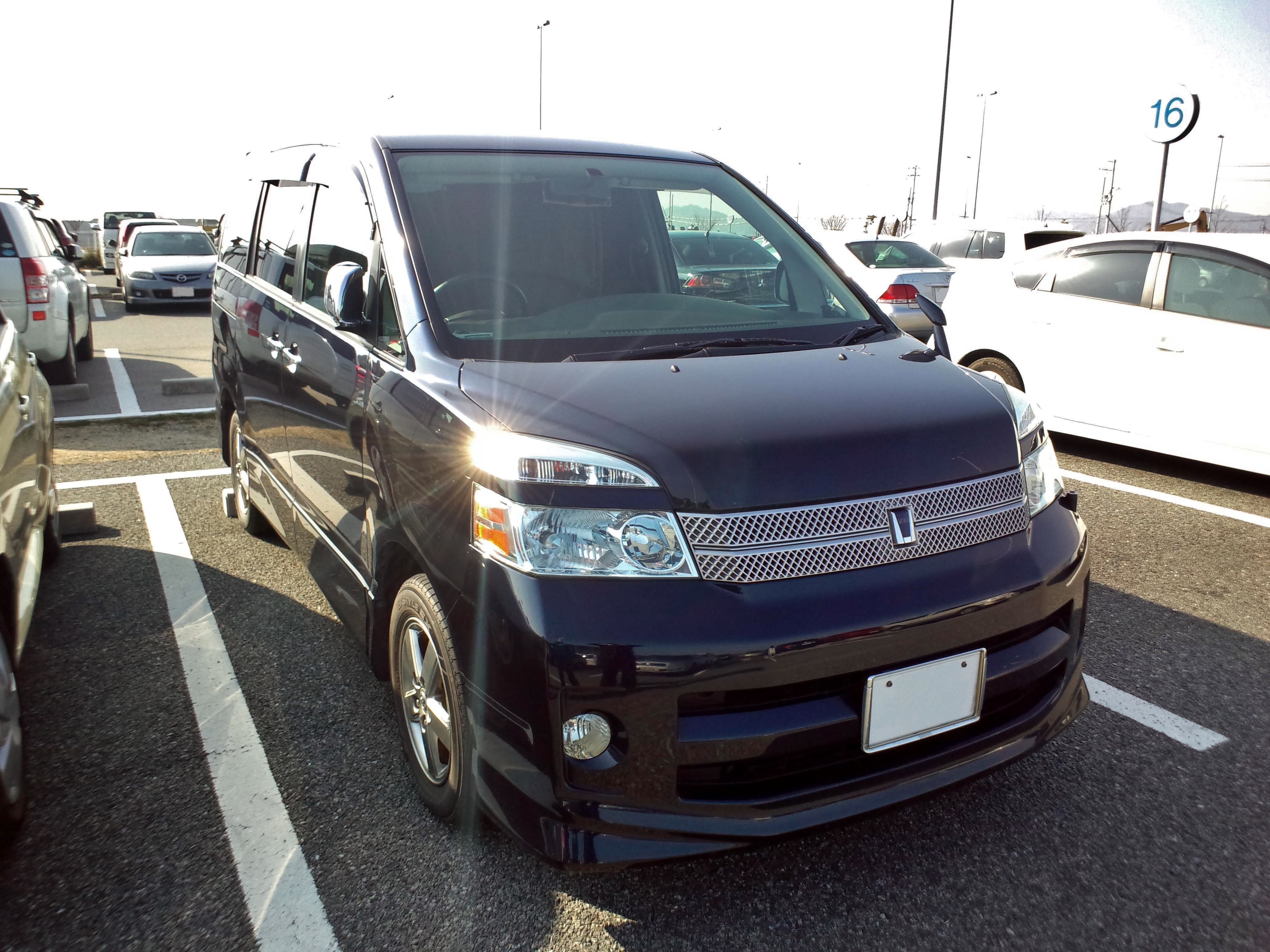
後期型 Z 特別仕様車「煌」（2005/8 - 2007/6）
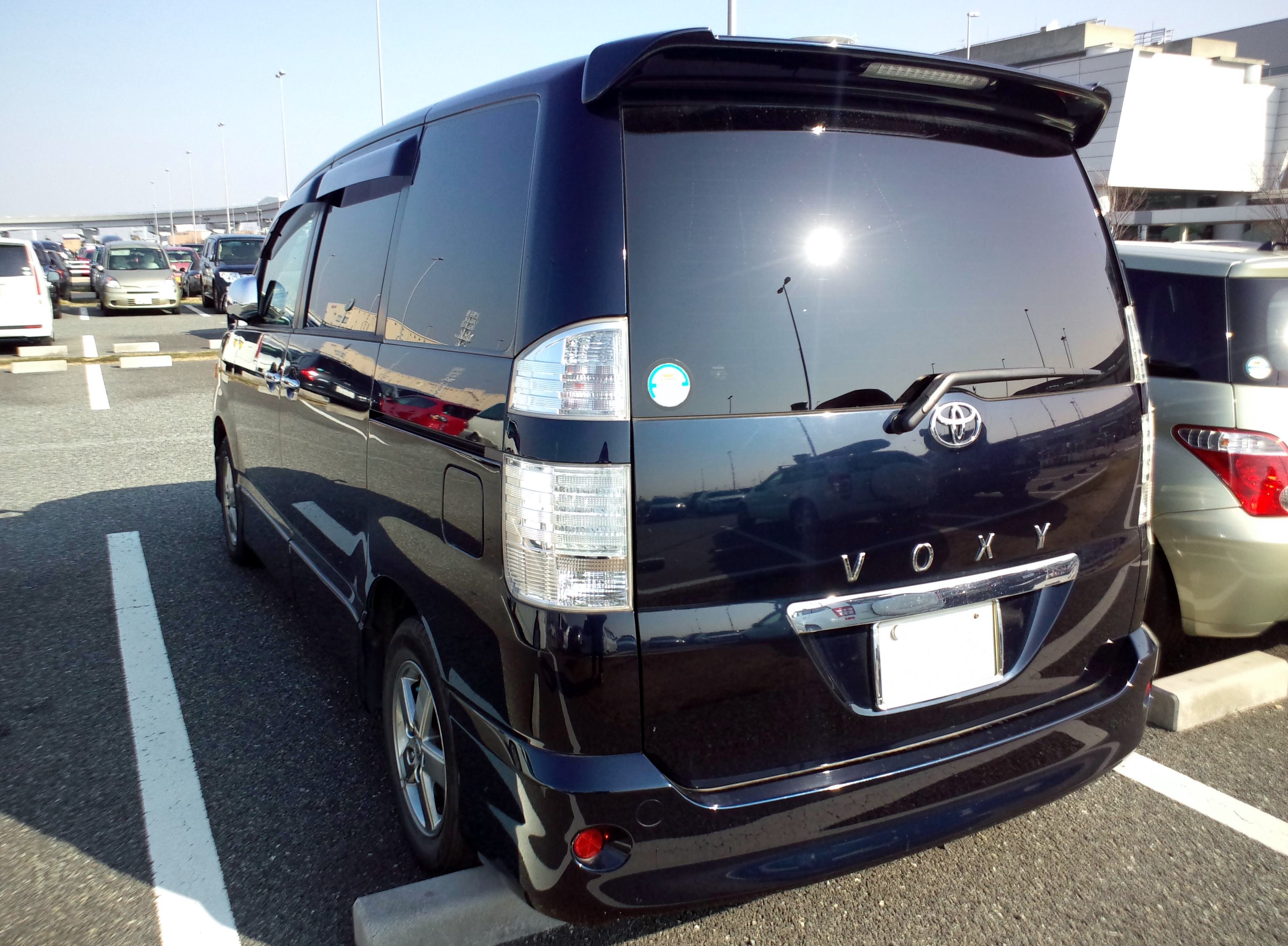
後期型 Z 特別仕様車「煌」リア

## 2代目 R70G/W型（2007年-2014年）

### 年表
- 2007年（平成19年）6月27日 - フルモデルチェンジ。キャッチフレーズは「父になろう。」。CMキャラクターは初代後期型から続投する反町隆史に加え、浅野忠信、布袋寅泰が起用された。目標月間販売台数は5,000台と発表されている。
  - 先代からのキープコンセプトによりセンターメーターも引き続き採用されている。新システム「バルブマチック」を採用したエンジンがZSに初搭載された。燃費性能が大幅に向上され、全車「平成22年度燃費基準+20%」を達成（後に全グレードの2WD車と「ZS」の4WD車は「平成22年度燃費基準+25%」を達成）。ボディサイズは、基本的に先代と同じく5ナンバーサイズを保っているが、ZSおよびZはシャーシを共用しているアイシス（プラタナのみ）同様にワイドタイヤの装着によって全幅が1,720mmに拡大し、3ナンバー車となる。また、当モデルの3ナンバー車は渦巻き型のホーンが標準で装備されている。
  - ZSにはアイシスに続きトヨタのミニバンとしては2車種目（ノア／ヴォクシーを合わせて1車種とした場合）となるパドルシフトが装着される。さらに、サードシートにはワンタッチで折りたたみから跳ね上げまで出来る世界初の「ワンタッチスペースアップシート」を採用した。また、フロントグリルのエンブレムも専用仕様から、ネッツ店専売車種（ヴィッツなど）に与えられるNをモチーフにしたものに変更された。また、ナンバープレートの装着位置が下部ガーニッシュ内からテールゲート中央へ変更された。
- 2008年（平成20年）6月23日 - 先代でも人気だった特別仕様車「Z 煌」がバルブマチックエンジンを搭載した「ZS」をベースにした「ZS 煌」として発売。デュアルパワースライドドア、メッキハンドル、メッキドアミラーなどを装備。ベースグレードがノア（S）より上のモデルでなおかつ、メッキも多用しているため、価格はノアの特別仕様車「S G Edition」より高めに設定されている。
- 2009年（平成21年）6月8日 - 前回の「ZS 煌」をさらに進化させた特別仕様車「ZS 煌II」を発売。「ZS 煌」のデュアルパワースライドドア、メッキ加飾（ハンドル・ドアミラーなど）に加え、3つのスピーカーとアンプを追加し9スピーカーにすることにより質の高いサウンド空間にしたほか、ステアリングオーディオスイッチやコンライトが新たに装備され、利便性も向上された。
- 2010年（平成22年）
  - 4月27日 - マイナーチェンジ。キャッチフレーズは「男旅しよう。」で、CMキャラクターは反町隆史が続投した。
    - 従来は「ZS」のみだったバルブマチック付エンジン3ZR-FAE型を全グレードに拡大した他、7速スポーツシーケンシャルシフトマチックを全車に搭載。これにより、全車で「平成22年度燃費基準+25%」を達成した[注 2]。
    - 内装面ではセカンドシートアレンジを変更し、7人乗り仕様にはマルチ回転キャプテンシート、8人乗り仕様には6：4分割チップアップシートを新採用した。また、セカンドとサードシートのセンター席にELR付3点式シートベルトとヘッドレストを追加し、安全性を向上。外装もフロント周りやリアコンビネーションランプ、ホイールのデザインを変更した。

  - 6月30日 - マイナーチェンジとともに発表されていた自社開発のスポーツコンバージョン仕様「G SPORTS（通称：G's）」シリーズの販売を開始。
    - 「Z」・「ZS」をベースに、赤ライン仕様の専用アルミホイール・専用アルミペダル・専用スポーツブレーキパッド・専用ローダウンサスペンション・専用フロントグリル&フードモール等を装備し、赤ステッチ&ピアノブラック加飾が施されたインテリアを採用。また、「ZS"G's Version EDGE"」では「ZS"G's"」の装備に加え、剛性アップパーツと床下空力パーツを追加装備し、卓越した走行安定性・操舵安定性・乗り心地の向上を実現した。なお、「G's」では、リアに装着されている「VALVE MATIC」エンブレムが「G's」エンブレムに変更となる。

  - 9月30日 - 特別仕様車「ZS"煌"」を再発売。今回はフロント周りとバックドアガーニッシュに高輝度シルバーメタリック塗装を、ドアハンドル・ドアミラー・リアコンビランプにはメッキを施すと共に、ダークメタリック塗装のアルミホイール、デュアルパワースライドドア（両側イージークローザー&挟み込み防止機能付）、9スピーカー&専用アンプを装備した。
- 2011年（平成23年）
  - 5月16日 - "G SPORTS"シリーズを一部改良（同年6月7日販売開始）。運転席・助手席にホールド性の高い専用スポーティシートを採用するとともに、全席のシート表皮を黒基調に変更した。
  - 10月4日 - 特別仕様車「ZS"煌II"」を発売。2010年9月に発売された「ZS"煌"」から、高輝度シルバーメタリック塗装を施したエアログレード専用大型サイドマットガードやプラズマクラスターを新たに装備し、ステアリングオーナメント・センタークラスター・ドアハンドルベゼル・スイッチベースにダークメタル調塗装、本革巻きパドルシフト付3本スポークステアリングホイール・本革巻きシフトノブにシルバーステッチを採用するとともに、シートは表皮にシルバーアクセントを、フロント・セカンドシートにはシルバーダブルステッチを施した。

- 2012年（平成24年）10月1日 - 「ZS"煌III"」を発売。「ZS"煌II"」から、スーパーUVカットガラス（グリーン・フロントドア）、メッキ処理を施したヘッドランプガーニッシュなどを新たに装備するとともに、シート表皮は合成皮革とジャージ（ラグジュアリー）を組み合わせた仕様となり、シルバーステッチを本革巻きパドルシフト付3本スポークステアリングホイールにも採用した。
- 2013年（平成25年）
  - 5月13日 - 特別仕様車「ZS"煌Z"」を発売。プロジェクター式ディスチャージヘッドランプが「ZS"煌III"」からのメッキ処理から、シャンパンゴールドリングを施した仕様に変更した。なお、今回の"煌Z"では9スピーカーの設定はない。
  - 12月[2] - 生産終了。在庫対応分のみの販売となる。
- 2014年（平成26年）1月 - 3代目と入れ替わる形で販売終了。

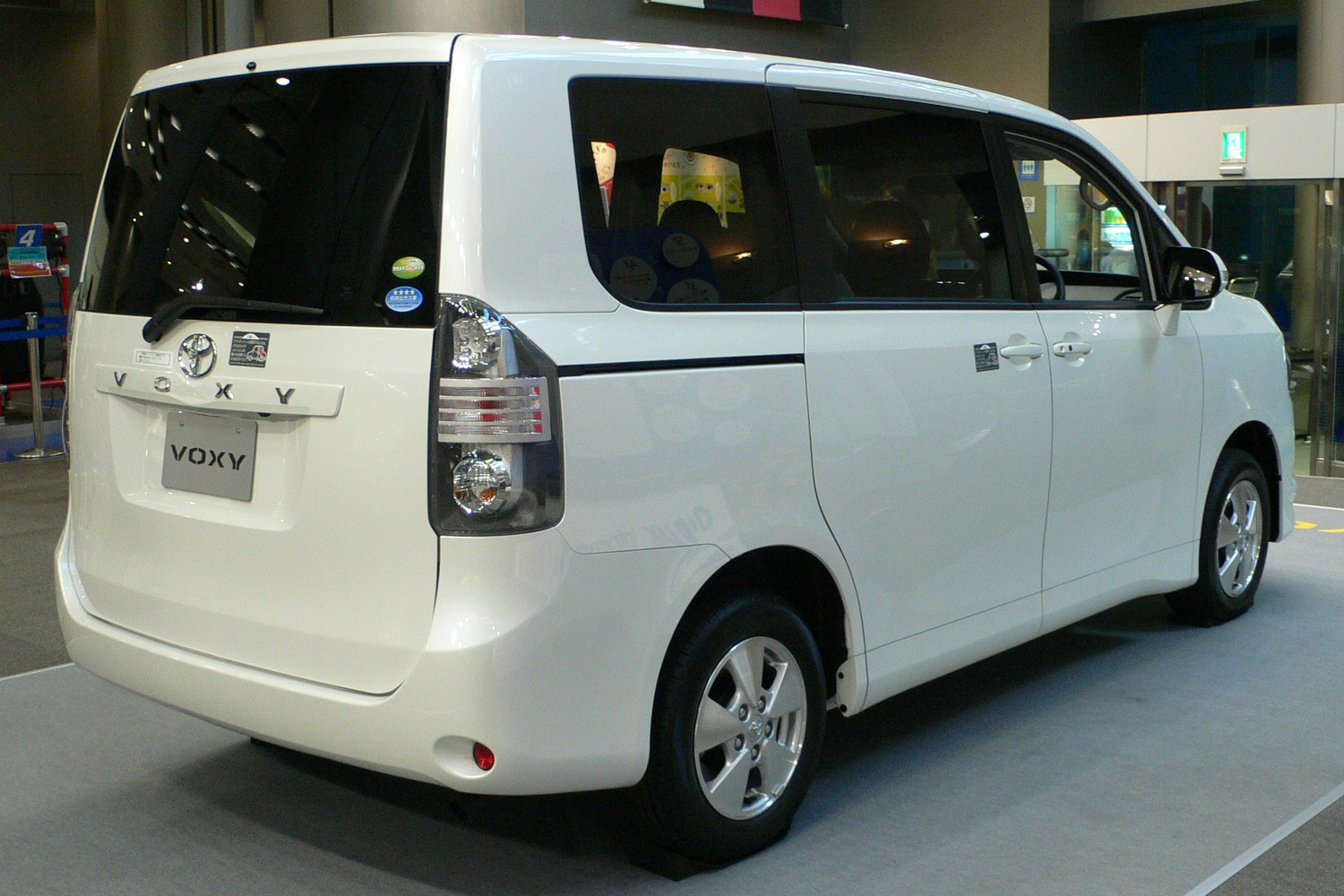
V（前期型）リア
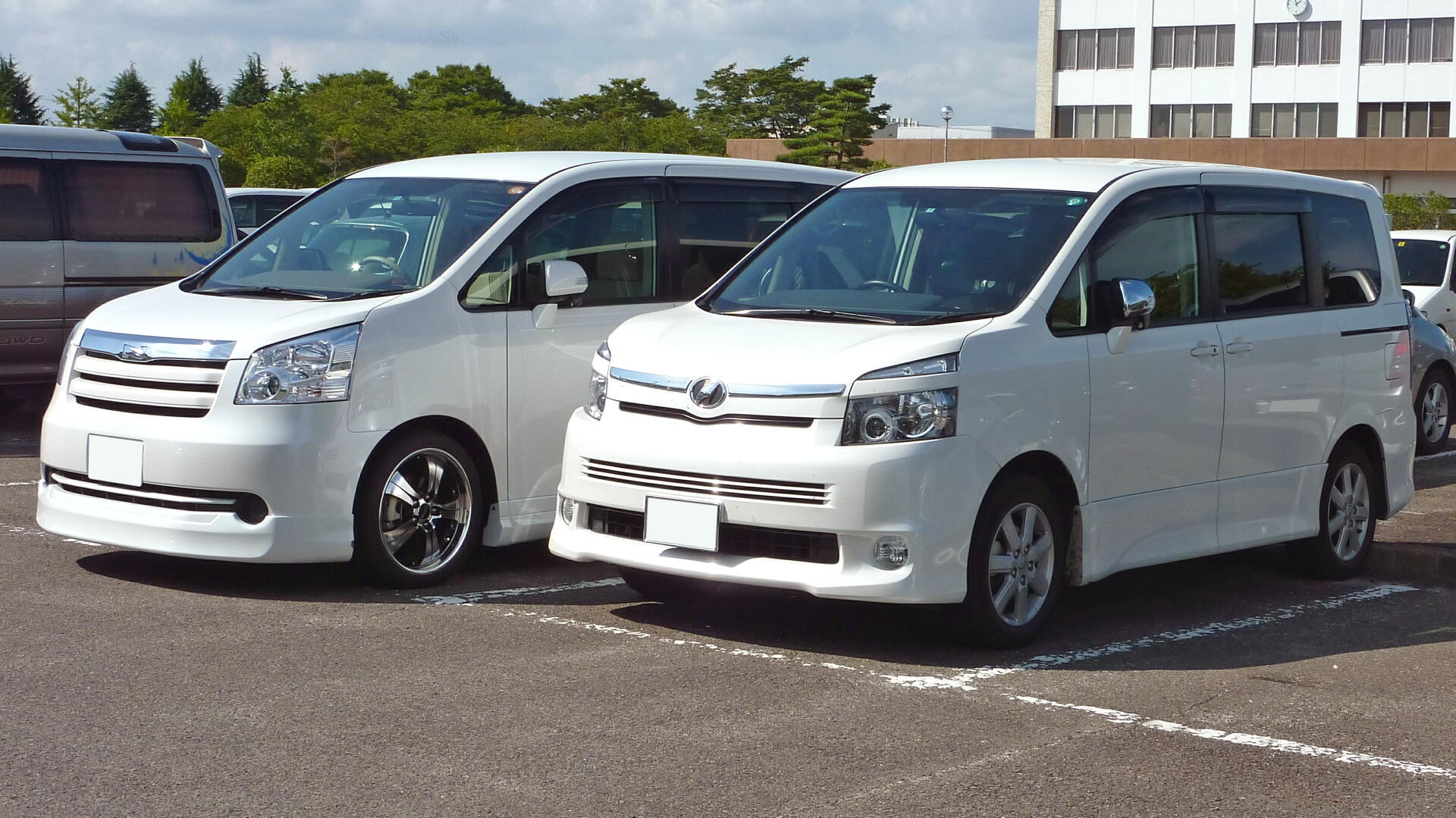
ノアとヴォクシーの対比
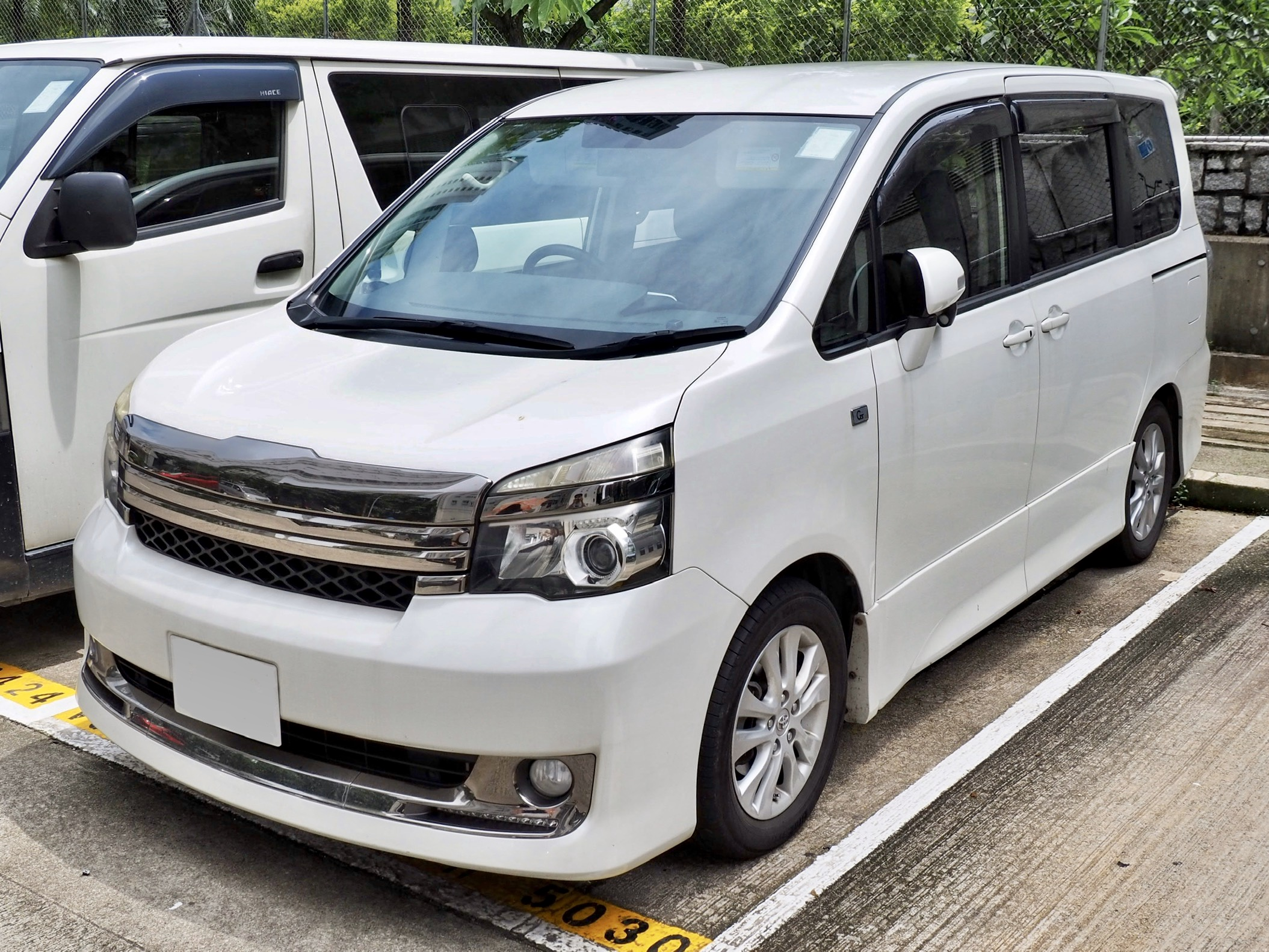
G's　フロント
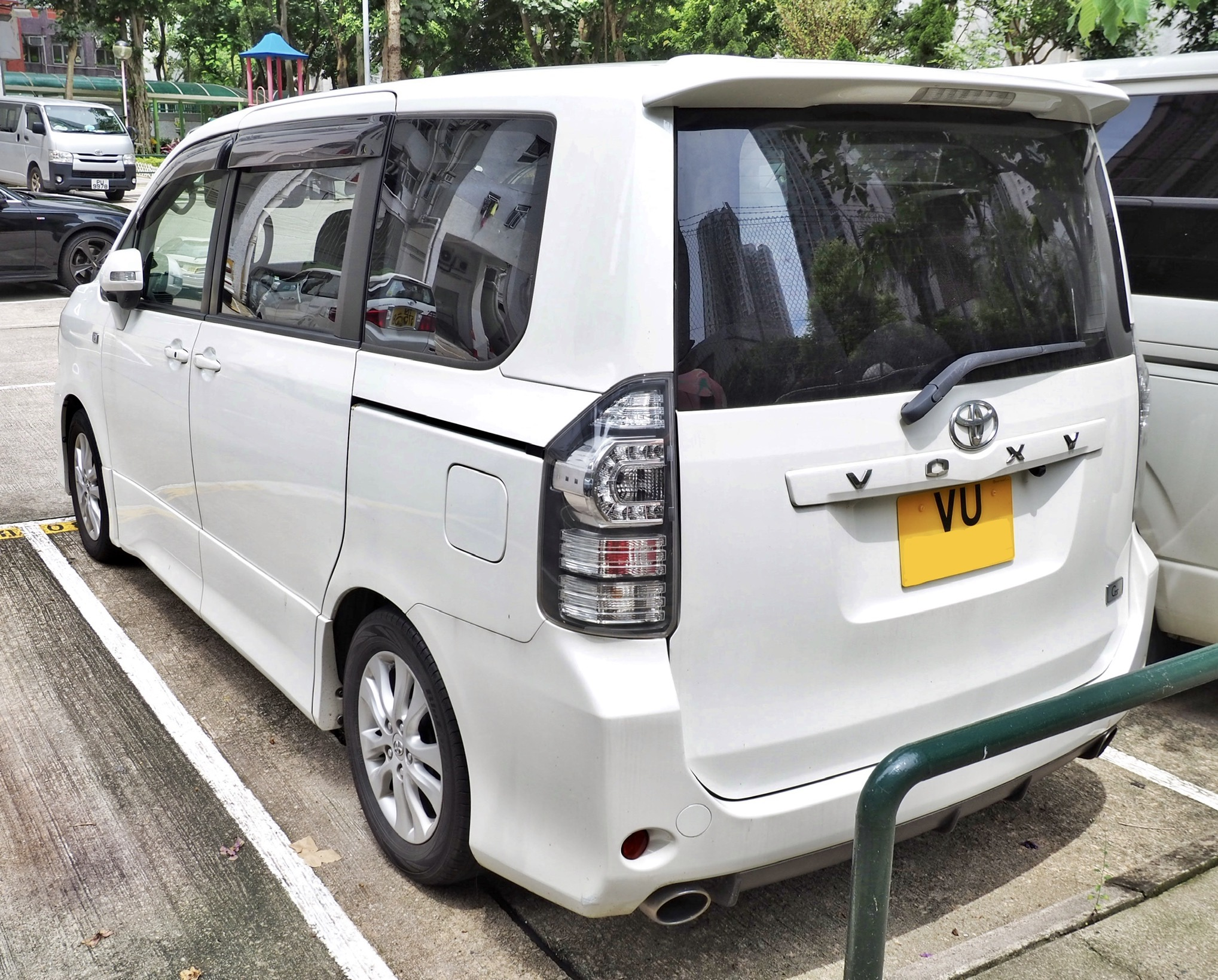
G's　リア

## 3代目 R80G/W型（2014年 - 2021年）
エクステリアは3代目ノアとの共通のデザインコンセプトである「EMOTIONAL BOX」を掲げ、車外からでも室内の広さがわかる力強いハコ（箱）とし、ネッツ店専売車種専用エンブレムをより強調させ、同社のLクラスミニバンであるヴェルファイアにも通じるヘッドランプと連続する上下2段構成のフロントグリルを採用して独特の美意識を徹底した"毒気"のあるカッコ良さを追求した。
通常モデルは5ナンバーサイズのままであったが、2代目に引き続いてエアロ仕様（3ナンバー登録）の「ZS」を設定し、迫力のあるフロントフェイスの意匠と低重心のワイドボディを専用フロントフェンダーパーツで強調した。なお、リアワイパーの位置が2代目までのバックドアガラス下からバックドアガラス上部へ移動した。
外観のコンセプトは”父になっても自分のスタイルを貫きたい。「カッコいい」を諦めない。”
インテリアはダッシュパネルより後方のボディ骨格を一新した低床フラットフロアの採用により全高を2代目に比べて25mm低くしながら、室内高が60mm高くなったことで広い室内空間とステップがない乗り込みによる乗降性の向上を実現したほか、荷室フロアも60mm低くするとともにサードシートをの収納構造を工夫したことで荷室空間の使い勝手を高めた。低床フラットフロア化に合わせてサスペンション構造も変更したことで旋回時のロールやクルマのムダな動きを抑えた。これにより、揺れが少ないフラットな乗り心地や安定感がある操舵安定性を実現した。
メカニズムでは、プリウス（3代目以降）などに搭載されている1.8Lアトキンソンサイクルエンジンである2ZR-FXE型にモーターを組み合わせたリダクション機構付THS IIを採用したハイブリッド車を新設定。ガソリン車は先代同様、2.0Lの3ZR-FAE型を採用するが、バルブマチックの改良が行われたほか、一部グレードを除く全車にアイドリングストップシステムが搭載され、トランスミッションもアイドリングストップシステムと協調制御する電動オイルポンプと運転状況に応じてエネルギー消費を最適化する2ポート型オイルポンプを備えたことでクラストップレベルの変速比幅を実現した「Super CVT-i」を採用して燃費を向上し、ハイブリッド車のみならず、ガソリン車（「X"C Package"」及び車両重量1650㎏以下の「X」の4WD車を除く）も「平成27年度燃費基準+20%」を達成した（ハイブリッド車は「平成32年度燃費基準+20%」も達成）。
グレード体系はガソリン車は「X」・「V」・「ZS」の3グレードに整理された。「X」には、ヘッドランプをハロゲンにダウングレードし、フォグランプやアイドリングストップシステムなどの一部装備を簡略化した廉価版の「C Package」も用意された。ハイブリッド車は「HYBRID X」と「HYBRID V」が用意される。なお、初代～2代目に設定されていた「TRANS-X」に相当する5人乗り仕様は非設定である。

### 年表
- 2014年（平成26年）
  - 1月20日 - フルモデルチェンジ（ガソリン車は同日発売。ハイブリッド車は2月24日発売）[3]。キャッチフレーズは「俺、父、俺」で、CMキャラクターには瑛太が起用された。
    - ボディカラーはレクサスブランドで採用されているガラスフレークをトヨタブランドの車種に初採用し、新色の「ブラッキッシュアゲハガラスフレーク（メーカーオプション）」として設定するなど7色が用意される。なお、前述の「ブラッキッシュアゲハガラスフレーク」を除いてボディカラーのラインナップはノアや後発のエスクァイアと共通となっている。また、全グレード共通で設定できるボディカラーは4色で、「ZS」は専用色である「ボルドーマイカメタリック（ノアでは共通カラー）」を含む5色、それ以外のグレードは「オーシャンミントメタリック」と「ダークバイオレットマイカメタリック（ノアでは「Si」専用色）」を含む6色がそれぞれ用意されていた。

  - 11月20日 - 特別仕様車「ZS "煌（きらめき）"」を発売[4]。
    - 新ネッツ店誕生10周年記念の特別仕様車。「ZS」をベースにフロントグリルにメッキ+ブラックメタリック塗装を、アウトサイトドアハンドル・オート電動格納式リモコンドアミラー・LEDヘッドランプ&LEDクリアランスランプ・インサイトドアハンドル（フロント）にメッキ加飾を、バックドアの車名ロゴにスモークメッキ加飾を、マルチインフォメーションディスプレイフードにシルバー加飾をそれぞれ施したほか、ワンタッチスイッチ付デュアルパワースライドドア、スーパーUVカットグリーンガラス+撥水機能付（フロントドア）、6スピーカーを特別装備した。ボディカラーはカタログカラー3色（うち2色はメーカーオプション）と特別設定色の「アイスチタニウムマイカメタリック」を加えた4色が用意される。
- 2016年（平成28年）
  - 1月6日 - 一部改良[5]。
    - 新たに、レーザーレーダーと単眼カメラを組み合わせた2つの異なるセンサーを採用し、衝突回避支援型プリクラッシュセーフティシステム、レーンディパーチャーアラート、オートマチックハイビームをセットにした衝突回避支援パッケージ「Toyota Safety Sense C」を採用し、ガソリン車の「V」・「ZS」及びハイブリッド車全車に標準装備、「X（「C Package」・サイドリフトアップシート装着車を含む）」にメーカーオプション設定。また、小さなすり傷を自己修復するクリア塗装「セルフリストアリングコート」をすべてのボディカラーに採用した。
    - 発売当初はガソリン車のみの設定だったエアログレード「ZS」のハイブリッド仕様「HYBRID ZS」（3ナンバー登録）を追加設定した。なお、2014年11月に発売された特別仕様車「ZS 煌」にも「Toyota Safety Sense C」の標準装備と「セルフリストアリングコート」を採用する一部改良を受け、継続販売される。

  - 4月20日 - 「ZS"G's"」を発売[6]。
    - 2016年の東京オートサロンに出展されていたコンセプトカーの市販バージョン。今回の「ZS"G's"」は先代の「ZS"G's Version EDGE"」に近い仕様となっており、足まわりに全高を約15mmダウンさせた専用チューニングサスペンションをはじめ、専用剛性アップパーツやフロア下空力パーツを採用。
    - 外観はフロントフェイス（大型バンパー・グリル）を専用デザインに変更したほか、18インチタイヤにはブリヂストン製のPOTENZA RE050Aを、18インチアルミホイールにはエンケイ製をそれぞれ採用。内装は専用フロントスポーツシートをスエード調表皮と合成皮革を組み合わせてシルバーステッチを施した仕様に変更し、オプティトロンメーターは高輝度シルバーパネル・レッド照明・「G's」ロゴ入りの専用仕様となった。そのほか、LEDイルミネーションビームや専用リア大型バンパーなどを装備し、左右フェンダーとバックドアには先代同様に「G's」専用エンブレムを装着した。

  - 7月6日 - 特別仕様車「ZS "煌II"」を発売[7]。
    - 「ZS 煌」から、新たにフロントグリルモールに高輝度シルバーを、センタークラスターパネルとサイドレジスターベゼルにピアノブラックをそれぞれ採用し、LEDフロントフォグランプを特別装備した。また、同年1月の一部改良時にベースグレードである「ZS」にハイブリッド車が追加されたことにより、今回からハイブリッド車にも「HYBRID ZS"煌II"」として追加された。
- 2017年（平成29年）
  - 7月3日 - マイナーチェンジ[8]。キャッチフレーズは「父にしてくれて、ありがとな。」で、CMキャラクターには柳楽優弥を起用。
    - 外観はBi-Beam LEDヘッドランプ（オートレベリング機構付）と面発光のLEDクリアランスランプを採用し、2段構えのヘッドランプをよりシャープな意匠とした。リアコンビネーションランプはノア、エスクァイアとは異なりレイアウトに変更はないが、テールランプが「コ」の字型の面発光LEDになり、ターンシグナルランプ（ガーニッシュに覆われる）とバックランプがサイドまで回り込む形に大型化された。バックドアガーニッシュ形状はラウンド型からフラット型になり、センターにあったエッジラインが消え、ライン下側にあった「VOXY」ロゴがセンターに移動した新意匠に変更された。エアロ仕様の「ZS」は「ハ」の字のようなスタイルとなり、ガソリン車は切削光輝加工とダークグレーメタリック塗装を施した専用16インチアルミホイールを標準装備した。ボディカラーは「X」・「V」専用色の「ダークバイオレットマイカ[注 8]」と「オーシャンミントメタリック[注 9]」を廃止し、新規開発色となる「イナズマスパーキングブラックガラスフレーク（メーカーオプション）」と「X」・「V」専用色の「アバンギャルドブロンズメタリック[注 10]」を追加し、「シルバーメタリック」を「X」・「V」専用色に変更した。
    - 内装はオプティトロンメーターにリング幅を細くした丸形リングを採用。「V」と「ZS」において天井までブラックで統一してピアノブラック塗装をあしらい、「ZS」には専用内装色として「ブラッドオレンジ&ブラック」を設定した（注文時の指定が必要）。そのほか、助手席シートバックに格納式テーブル（カップホルダー2個付）を、インストルメントパネルのセンターロア部に充電用USB端子（2個）をそれぞれ追加したほか、クルーズコントロールやウインドシールドガラスを全車に標準装備し、ハイブリッド車にはボックス背面に充電用USB端子2個を備えた蓋付センターコンソールボックスも標準装備。パワースライドドア（「X」はオプション設定）には、閉扉動作中にフロントドアハンドルのセンサーに触れると施錠予約ができるスマートロック操作機能を追加。スライドドアには遮音性向上のためのシールを追加し、空力パーツの追加やボディ剛性の向上、ショックアブソーバーの改良を行った。
    - 「X」は廉価版の「C Package」を廃止する代わりに、乗降時にセカンドシートが回転・前傾する「サイドリフトアップチルトシート装着車」をパッケージオプションとして設定し、同年10月に発売予定の旨も発表された。

  - 9月19日 - 「ZS"GR SPORT"」を追加[9]。
    - 「ZS」のガソリン2WD車・7人乗り仕様をベースに、外観はホワイト塗装+GRロゴ入りブレーキキャリパーと専用エンブレム（前後・サイド）を装備。内装はGRロゴ入りのスポーツシートやメーター、専用スタートスイッチ、アルミペダル、小径ステアリングホイールを装備し、ドアトリムやフロントシートなどに専用加飾やシルバーステッチを、本革巻シフトノブにディンプル+シルバーステッチをそれぞれ施した。さらに、サスペンションに専用チューニングを施し、ブレースを追加した。

  - 11月24日 - 特別仕様車「ZS "煌"」を発売[10]。
    - 「ZS」をベースに、外観はフードモールの上をブラック・中央と下をメッキとした専用デザインに、Bi-Beam LEDヘッドランプのレンズカバーをブラックにそれぞれ変更され、LEDクリアランスランプにメッキエクステンションが施された。内装はメッキインサイドドアハンドルをリアドアにも拡大採用し、センタークラスターパネルがピアノブラック塗装とシルバー塗装の組み合わせに変更された。
    - 装備面ではリアオートエアコンやLEDルームランプが追加されたほか、従来の「ZS 煌II」ではフロントドアのみだったスーパーUVカット機能付ガラスをスライドドアとリアクォーターガラスにも拡大採用し、フロントドアガラスにはIRカット機能が追加された。ボディカラーは従来の「ZS 煌II」から継続設定の3色に「イナズマスパーキングブラックガラスフレーク（メーカーオプション）」と「ボルドーマイカメタリック」を追加した5色が設定される。
- 2018年（平成30年）6月 - 衝突回避支援パッケージの名称を「Toyota Safety Sense C」から、「Toyota Safety Sense」に変更[11]（公式発表なし）。
- 2019年（平成31年）1月7日 - 一部改良。同時に特別仕様車「ZS "煌II"」を発売し、モデリスタコンプリートカー「MULTI UTILITY」を発表（「MULTI UTILITY」は4月4日発売）[12][13]。
  - 衝突回避支援パッケージ「Toyota Safety Sense」において、プリクラッシュセーフティに昼間の歩行者検知機能を追加するとともに、インテリジェントクリアランスソナー（パーキングサポートブレーキ(静止物)）が新たに設定され、「X（ガソリン車の「サイドリフトアップチルトシート装着車」、「ウェルジョイン」を含む）」にオプション設定、「V」と「ZS」に標準装備された。
  - 特別仕様車「ZS"煌II"」は、今回はロアグリルに黒艶塗装が施され、ガソリン車にはハイブリッド車ではベース車に標準装備されているリアオートエアコンが装備された。
  - 「MULTI UTILITY」（通称MU）は、「ZS（特別仕様車"煌II"を含む）」・「X」のガソリン8人乗り車をベースにサードシートを取り払い、オーク木目調ロンリューム張りのラゲージフロアを架装した5人乗り仕様。
- 2020年（令和2年）
  - 4月30日 - 仕様変更（公式発表なし）[14][15]。
    - フロントエンブレムがネッツ店専売エンブレムからトヨタのCIエンブレムに変更され、ハイブリッド車はフロントフェンダーに装着されていたHYBRIDエンブレムが廃止された。また、WLTCモード走行による排出ガス及び燃料消費率（ハイブリッド車はJC08モード走行による燃料消費率も併記）に対応。ハイブリッド車は「平成30年排出ガス基準75%低減レベル（☆☆☆☆☆）」認定を取得したが、JC08モード走行による燃料消費率が低下（23.8km/L → 22.8km/L）したため、「2020年度燃費基準+30%」達成となった。
    - グレード体系は「ZS」・「HYBRID ZS」・「ZS"GR SPORT"」のみに整理され、5ナンバーモデルはノアに統合される形で廃止された。特別仕様車の「ZS"煌II"」・「HYBRID ZS"煌II"」は継続販売された。

  - 5月1日 - 東京都を除く全ての地域での全車種併売化に伴い、トヨタ店、トヨペット店、トヨタ西東京カローラを除くカローラ店での販売を開始。姉妹車のノアやエスクァイアも一緒に併売される[注 11]。
  - 9月 - 新出演者によるCM開始。CMキャラクターは優香・青木崇高で、夫妻での初共演となる。キャッチコピーは「親子デートしよう」で、「母と息子」篇および「父と娘」篇の2パターンが放映される。
  - 10月1日 - 特別仕様車「ZS"煌III"」が発売された[16]。今回は合成皮革巻きのドアトリムオーナメントが追加されたほか、「ナノイー」が特別装備された。
- 2021年（令和3年）9月23日 - 4代目への移行準備のため、オーダーストップ。

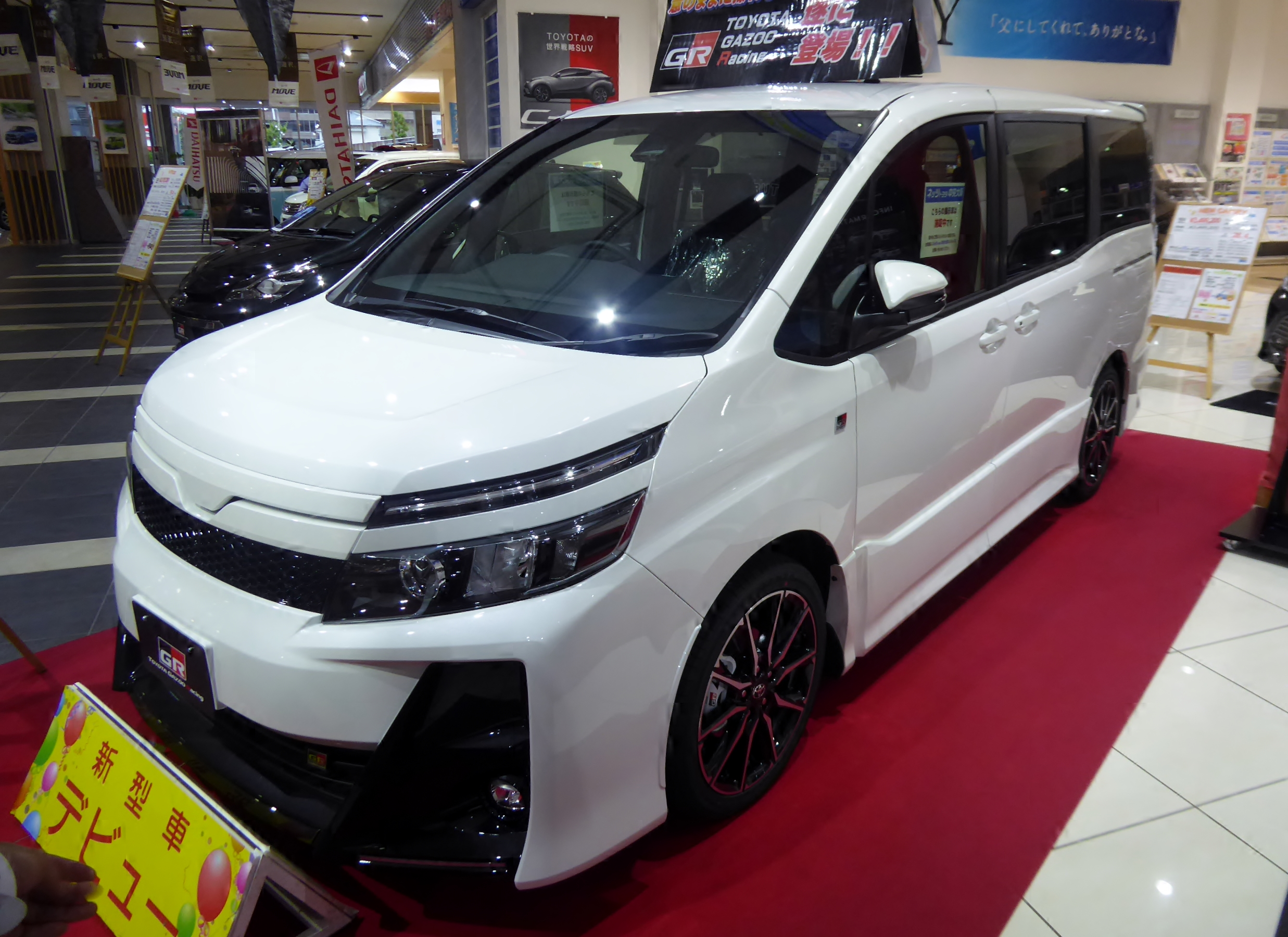
2017年7月改良型 ZS"GR SPORT"
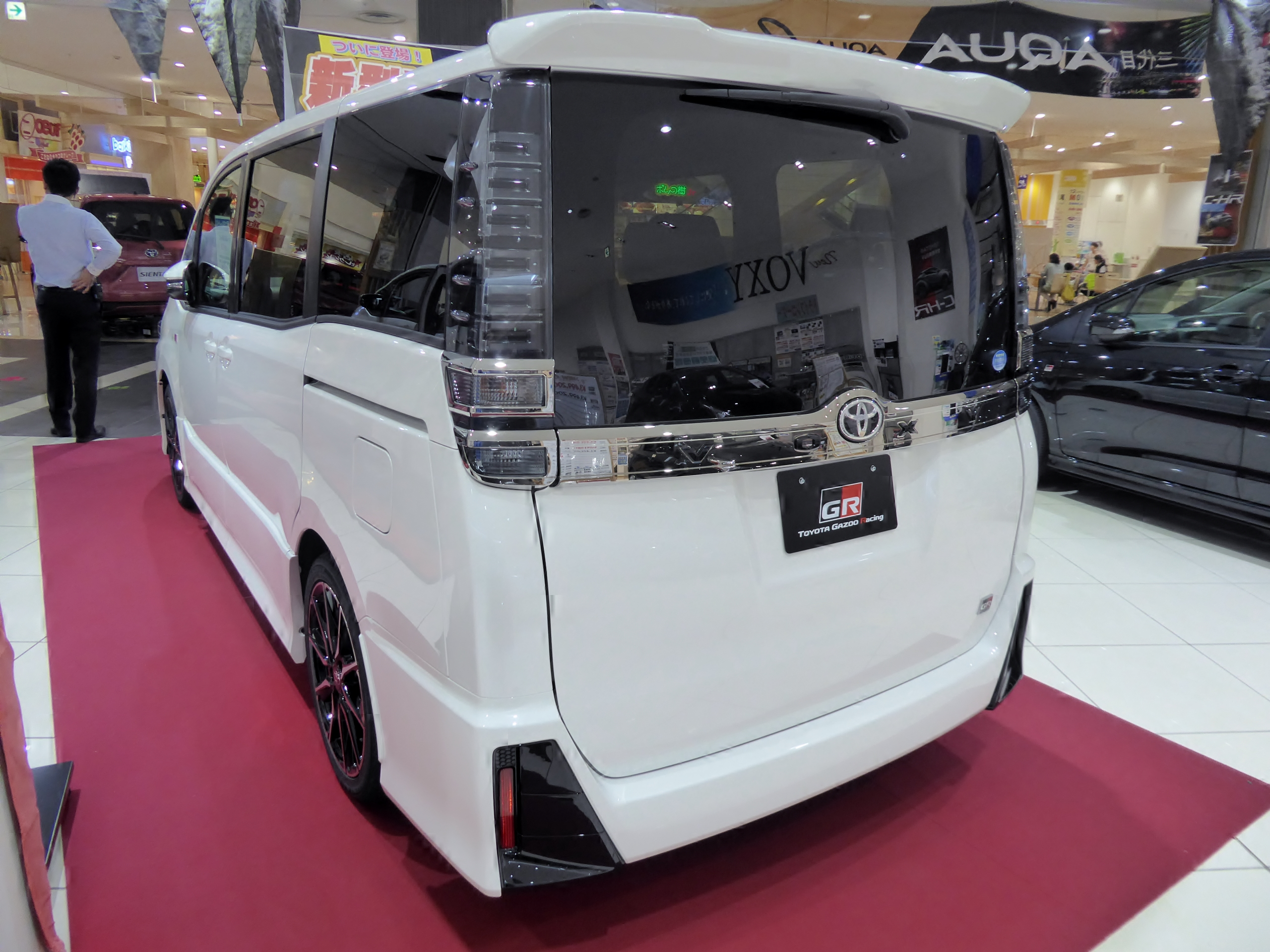
2017年7月改良型 ZS"GR SPORT" リヤ
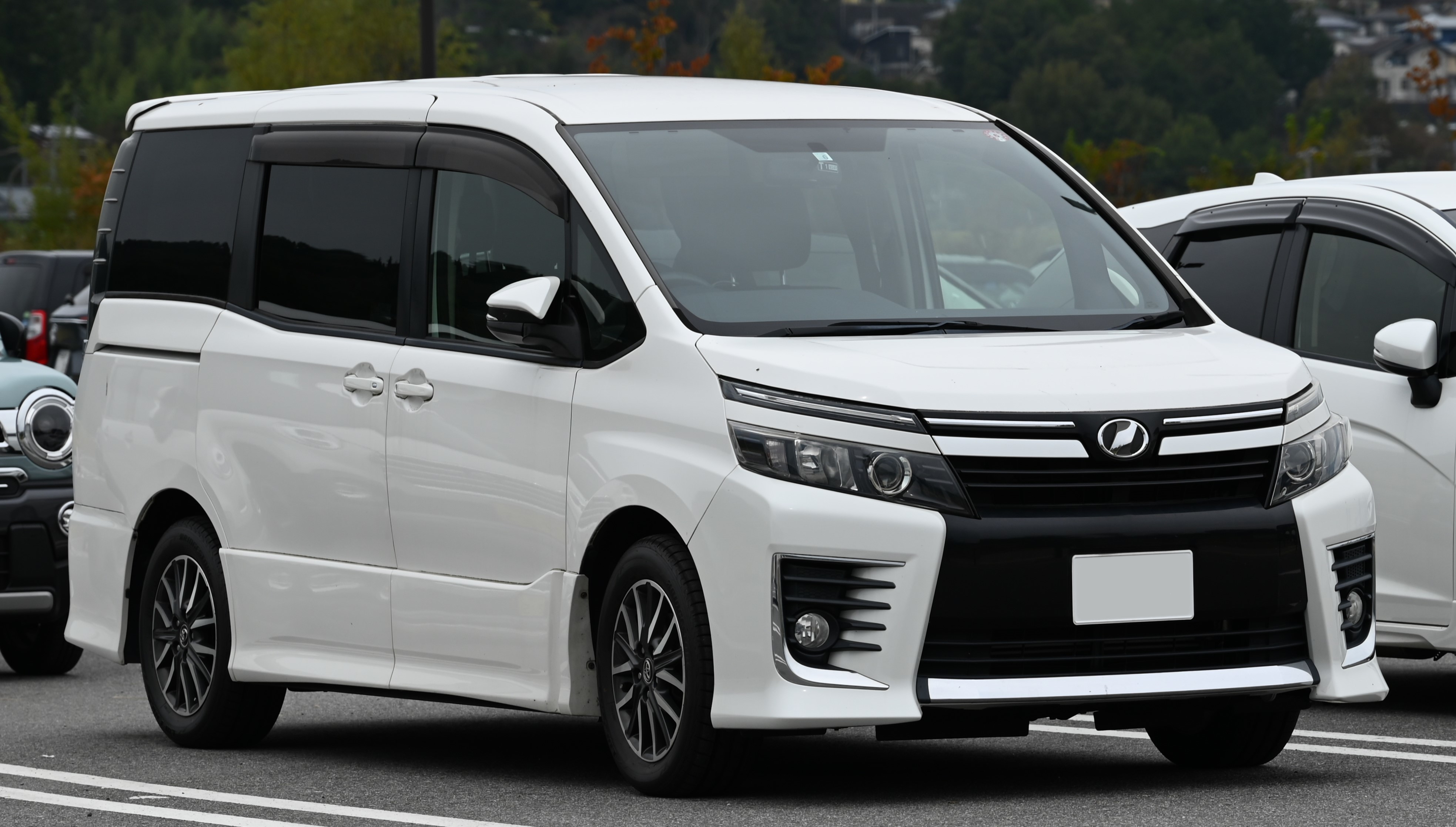
2014年1月発売型 ZS
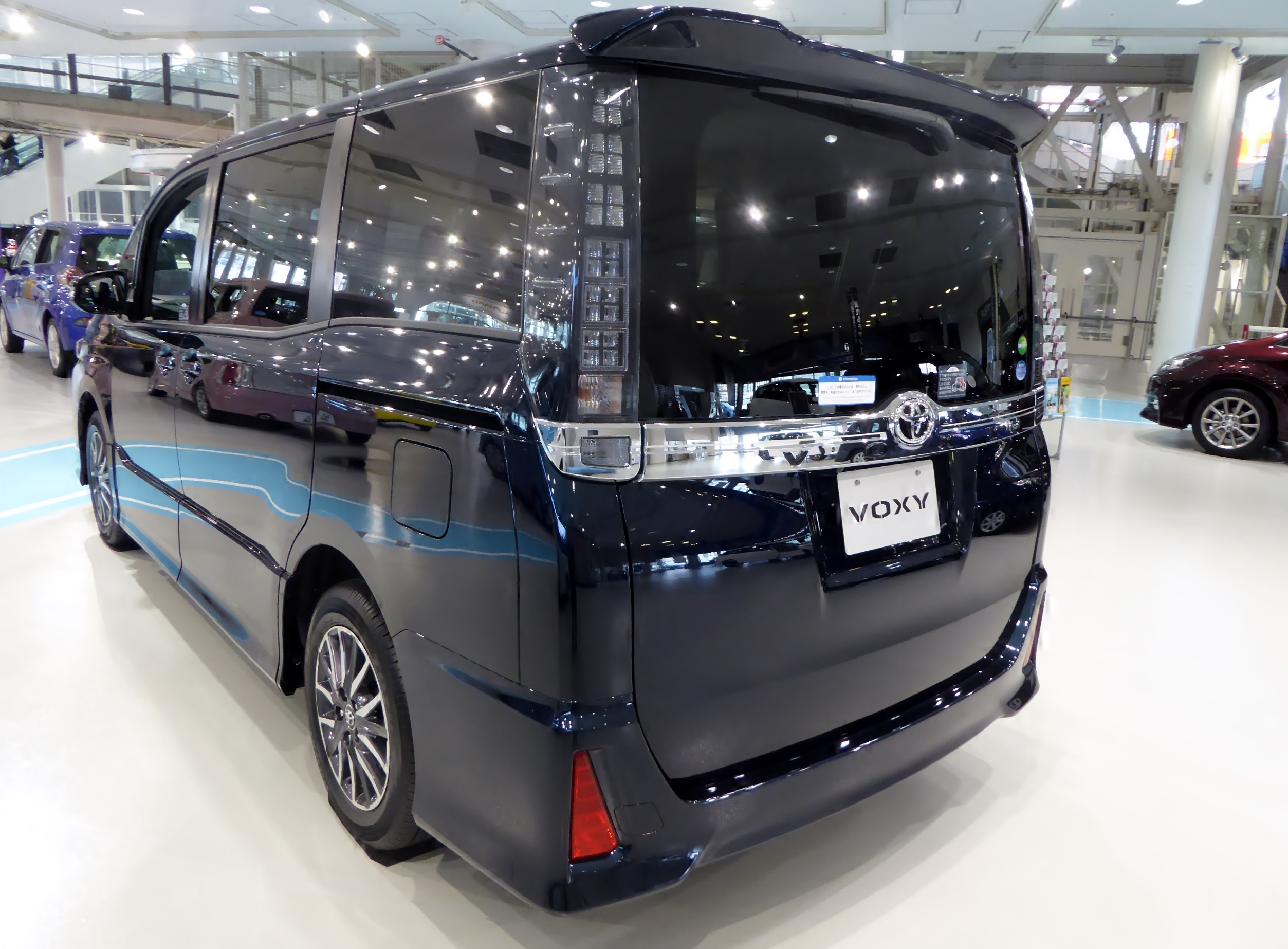
2014年1月発売型 ZS リヤ
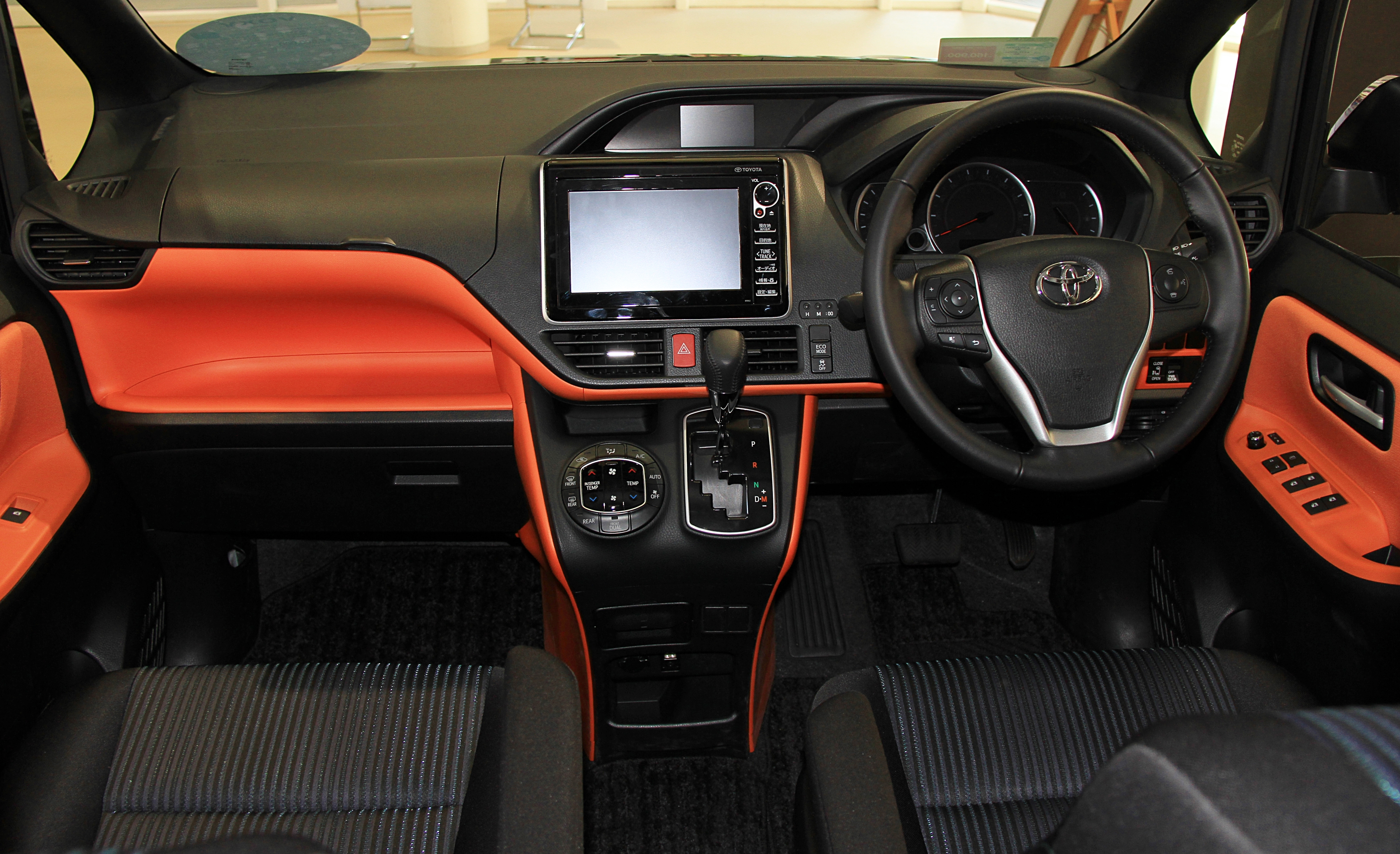
2014年1月発売型 ZS 室内
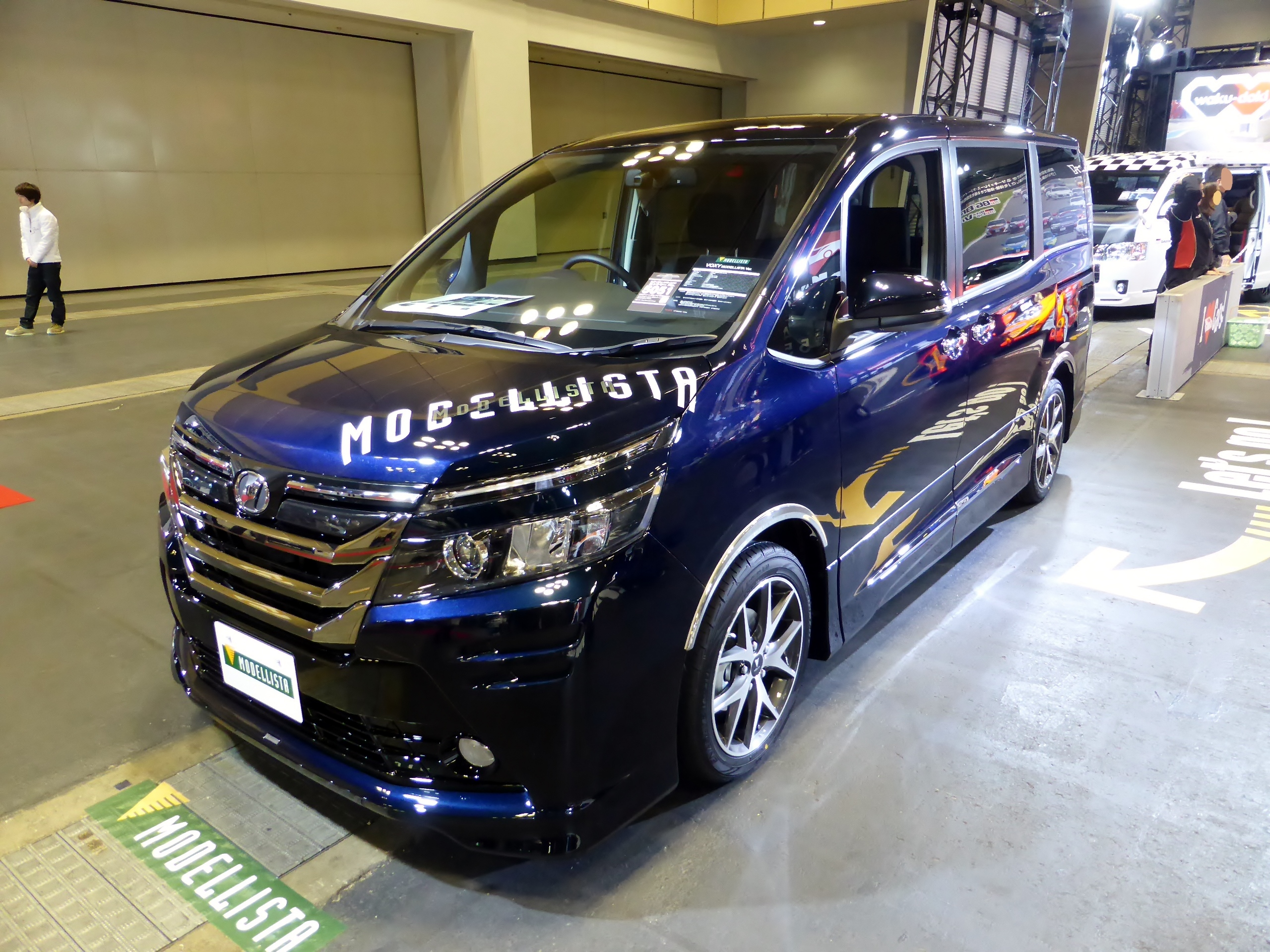
2014年1月発売型 モデリスタバージョン コンセプト
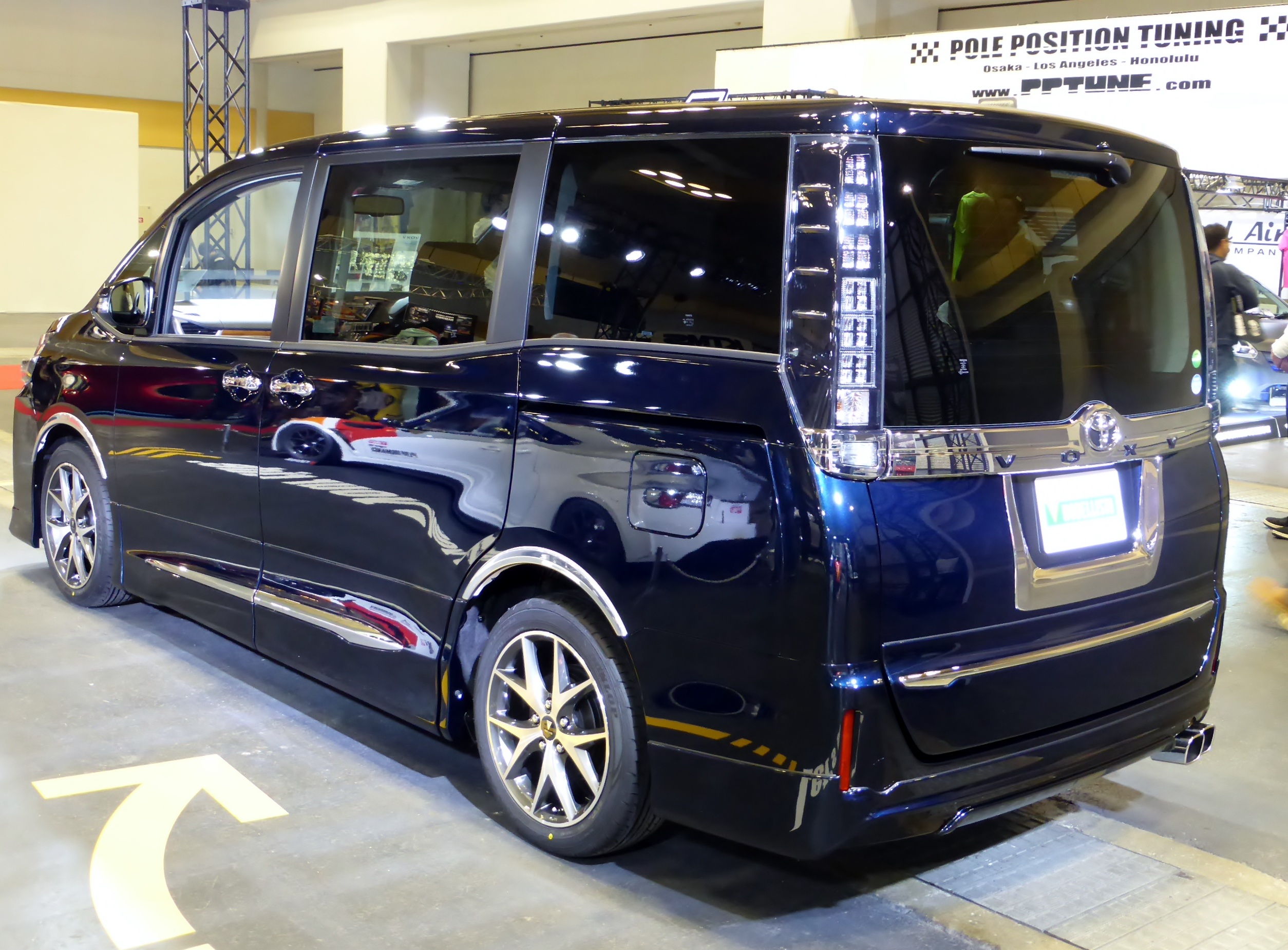
2014年1月発売型 モデリスタバージョン コンセプト リヤ
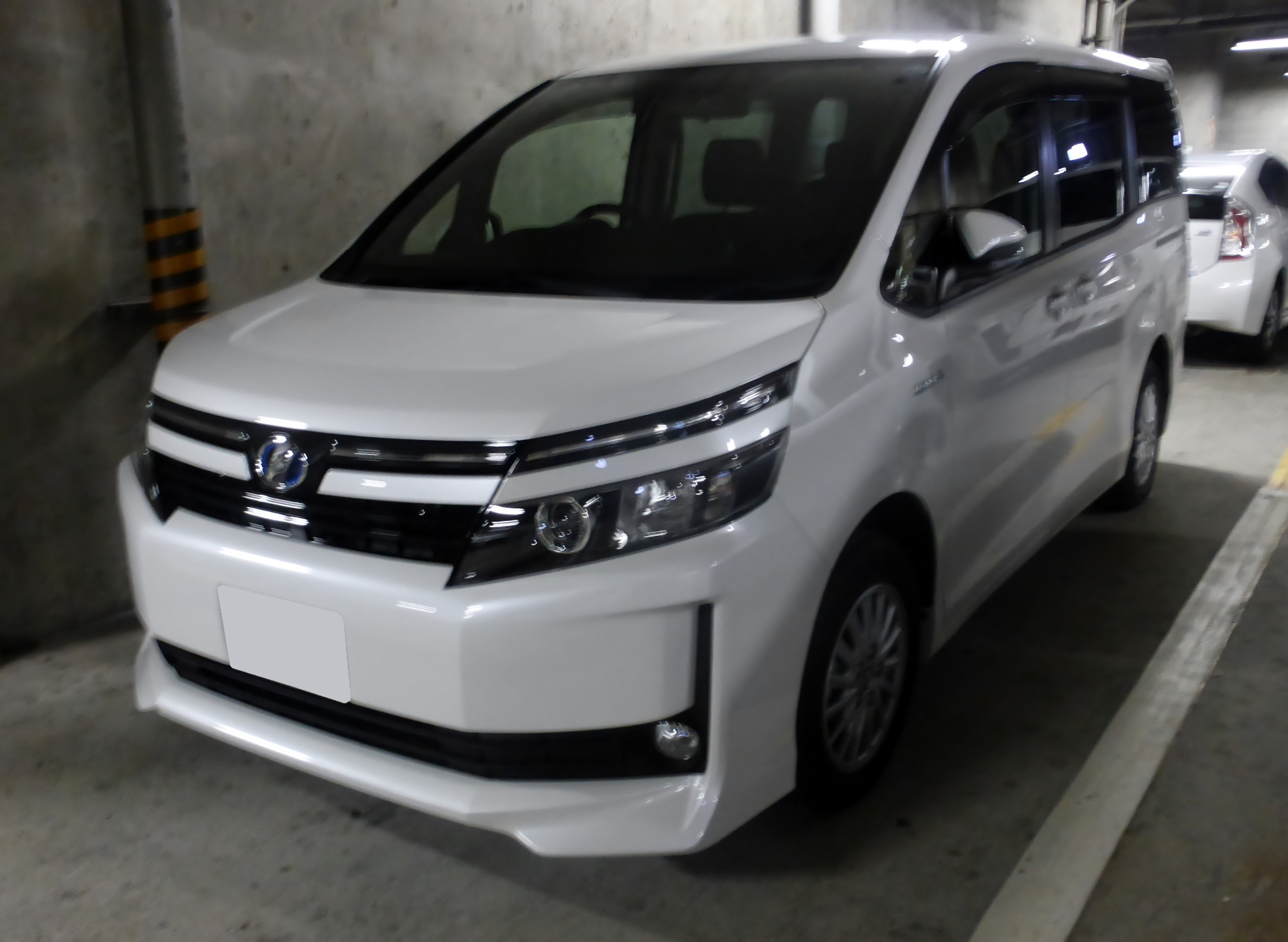
2014年1月発売型 HYBRID V
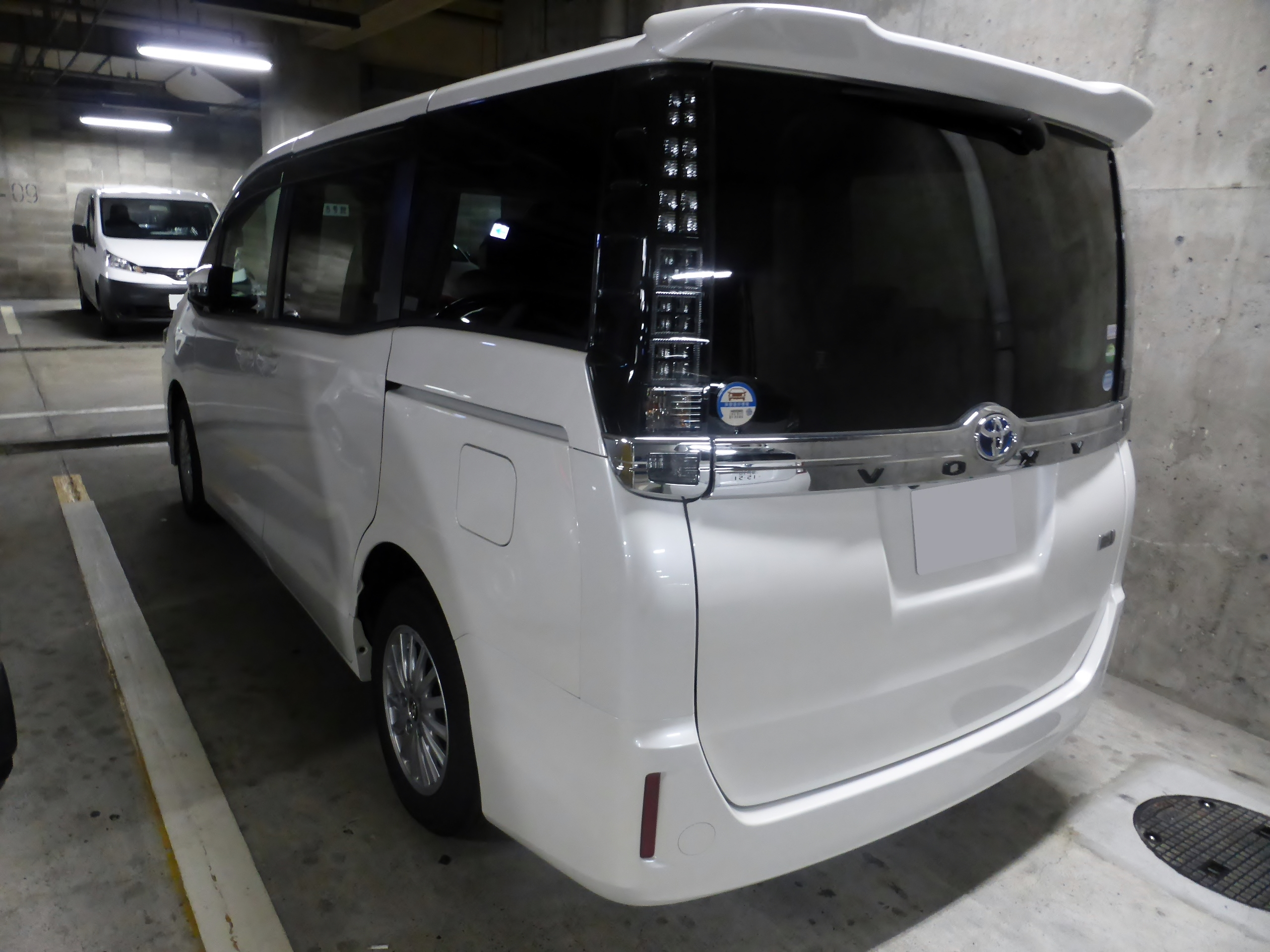
2014年1月発売型 HYBRID V リヤ
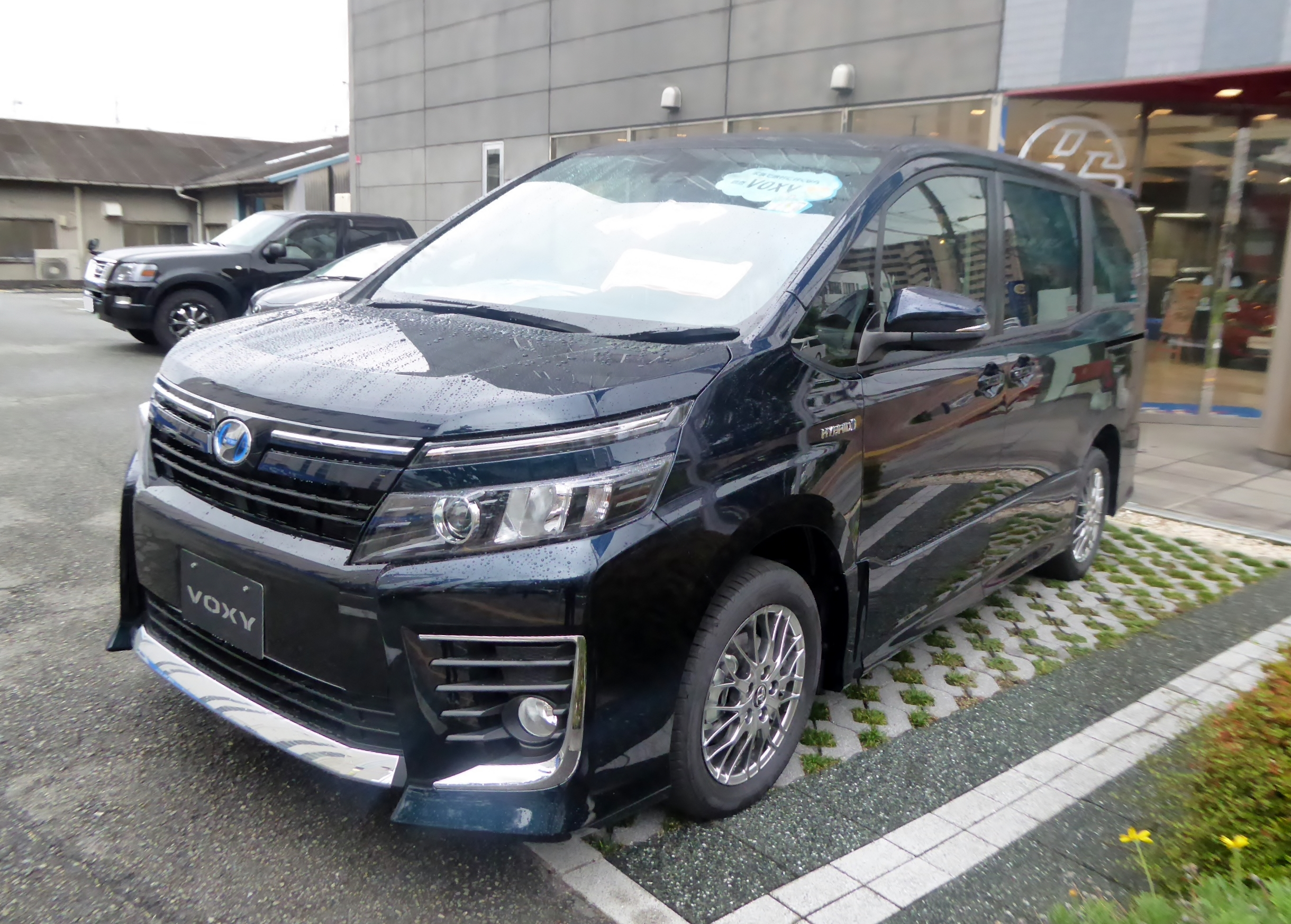
2014年1月発売型 HYBRID ZS
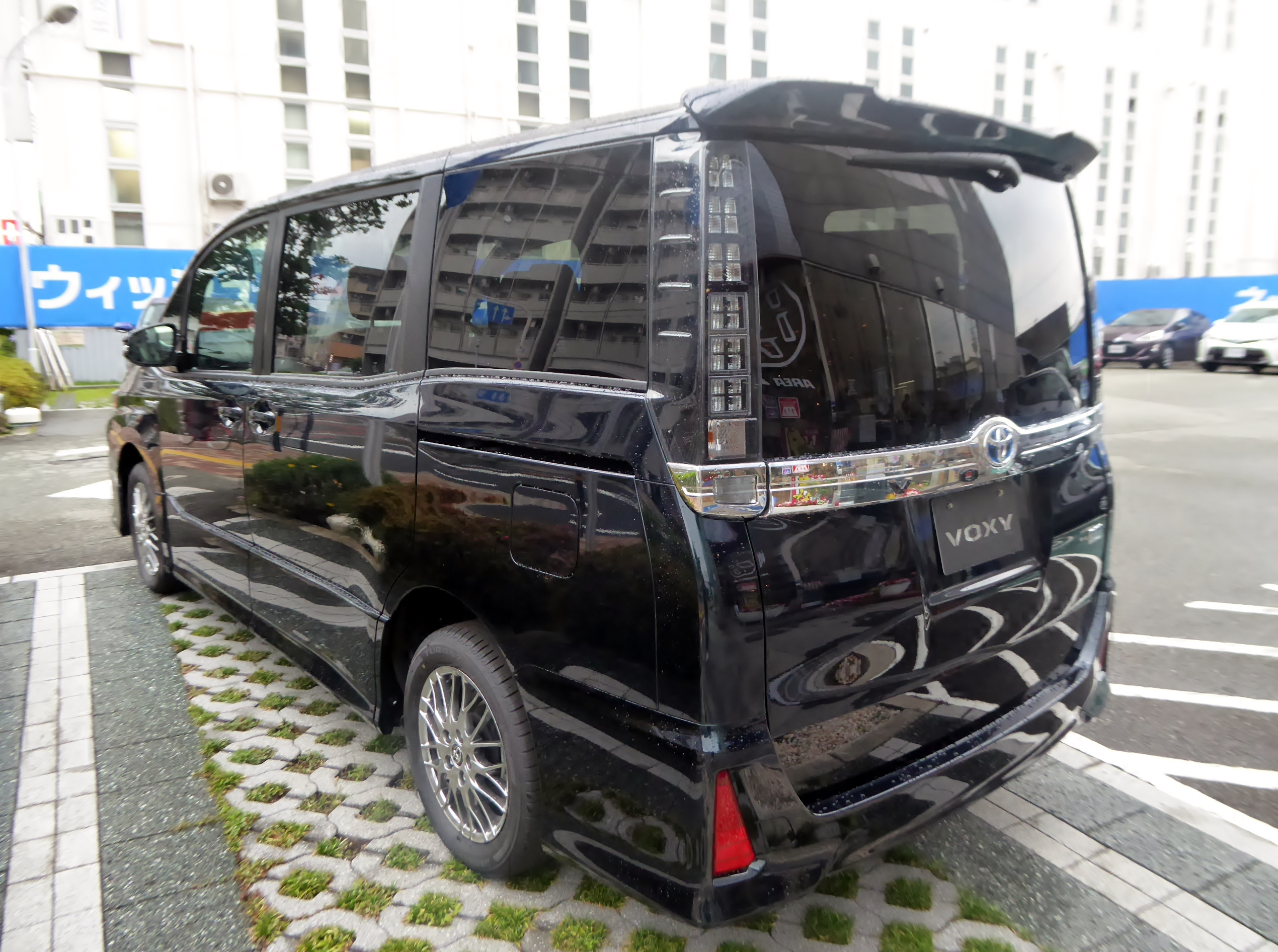
2014年1月発売型 HYBRID ZS リヤ
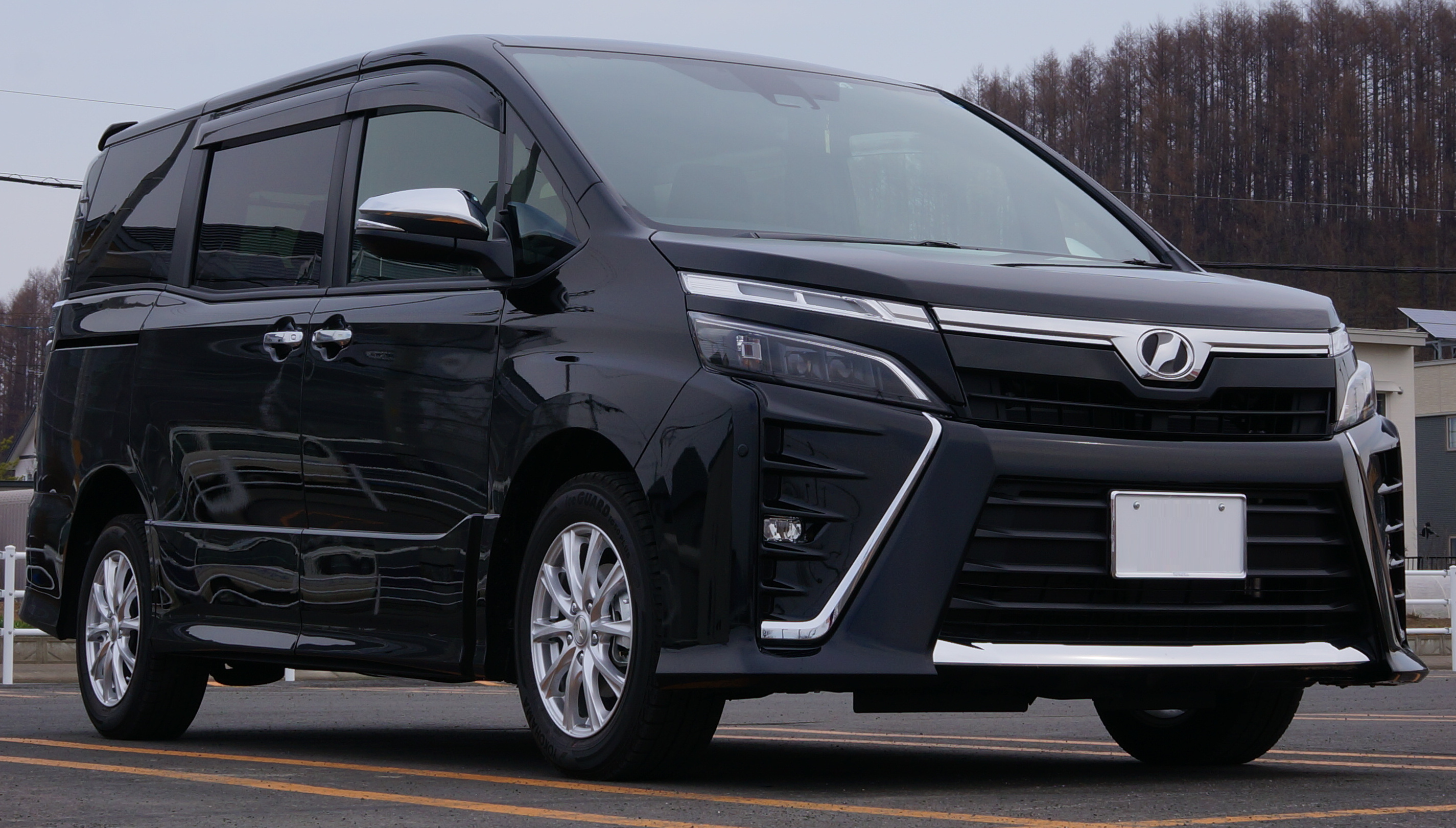
2017年11月改良型 特別仕様車「ZS 煌」
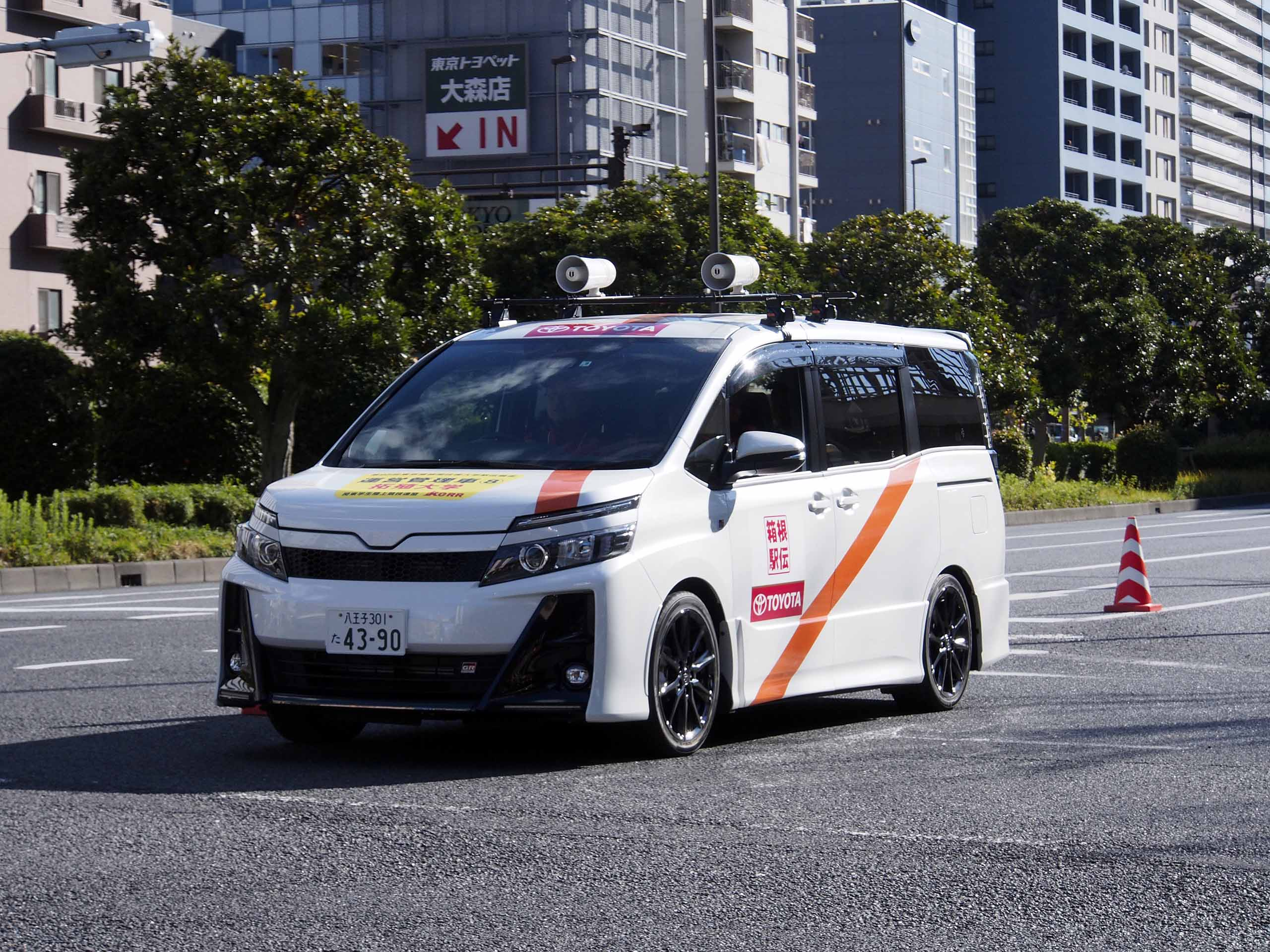
ZS"GR SPORT" 第95回箱根駅伝運営管理車　拓殖大学仕様

## 4代目 R90W型（2022年 - ）
4代目はTNGAに基づくGA-Cプラットフォームを採用。先代まで、ボディサイズは基本的に全幅1,700mm以内の5ナンバーサイズ（2代目、3代目のエアロ系グレードはエアロパーツの装着により3ナンバーサイズ）であったが、4代目はヴォクシーで初めて5ナンバーモデルが存在せず、全グレードが全幅1,730mmの3ナンバーサイズとなった。
ハイブリッド車は、エンジンは先代の2ZR-FXE型を踏襲するものの、電動モジュールが刷新され、モーターやバッテリーの高出力化並びにシステムを高効率化。また、3代目では設定されていなかったハイブリッド車の四輪駆動モデルはリアモーターを搭載した電気式四輪駆動「E-Four」として新規設定されたが、ヴォクシー用はモーター出力の向上により4WD作動領域や後輪へのトルク配分が拡大され、コーナリング中の前後輪トルク配分を制御することで操縦安定性を高めた改良型が採用された。
ガソリン車はエンジンを2.0LダイナミックフォースエンジンであるM20A-FKS型に、CVTは10速シーケンシャルシフトマチックを備えた「Direct Shift-CVT」にそれぞれ変更。なお、ガソリン車は排出ガス性能の向上により、「平成30年排出ガス基準75%低減レベル（☆☆☆☆☆）」認定が新たに取得された。
予防安全パッケージ「Toyota Safety Sense」は最新化され、プリクラッシュセーフティの検知範囲を自動二輪車（昼）にも拡大するとともに、トヨタ車で初となる交差点で交差する車両や自動二輪車も検知が可能となったほか、歩行者の横断や飛び出しの発生予知など、運転状況に応じたリスクの先読みを行うことで、歩行者・自転車・駐車車両に近づきすぎないようにステアリングやブレーキ操作をサポートするとともに、先行車両や前方のカーブに対して減速操作のサポートも行うトヨタ車初の「プロアクティブドライビングアシスト」を追加。障害物の有無にかかわらず、アクセルの踏み間違いを検知すると加速抑制を行う「プラスサポート」に対応した（販売店装着オプション）。さらに、高度運転支援技術「Toyota Teammate（トヨタ チームメイト）」が新たに導入（メーカーオプション設定）され、2代目アクアやヤリスに採用されている「アドバンストパーク」は前向き駐車にも対応した改良型となり、ハイブリッド車はドライバーがスマートキーを携帯時に車外から専用アプリをインストールしたスマートフォンを操作して駐車や出庫を可能にするリモート機能をトヨタ車で初搭載。併せて、自動車専用道路の運転において、渋滞時にレーダークルーズコントロールとレーントレーシングアシスト作動中にドライバーが前を向いているなど一定の条件を満たしたときに作動し、認知・判断・操作を支援することでより注意を払った安全運転を可能にするトヨタ車初の「アドバンストドライブ（渋滞時支援）」が備わった。
乗降性も改善され、左右のBピラーにロングアシストグリップを備えるとともに、パワースライドドアの開閉と連動して助手席側ドアの下部からステップが展開・格納するユニバーサルステップがメーカーオプション設定されたほか、キーを携帯している状態であればフロント下部に足を出し入れするだけでスライドドアが自動開閉する「ハンズフリーデュアルパワースライドドア」をパッケージオプションとして設定された。バックドアには、世界初となる任意の角度で停止を可能とする「フリーストップバックドア」が採用され、パワーバックドア装着車にはトヨタ車で初となる両側のリアクォーターパネル内にスイッチが設置され、車両の横に立った状態で開閉操作が可能となった。
トヨタでは2020年4月の販売チャネル統合以降、兄弟車を中心に車種整理が進んでおり、現にヴォクシーの祖先たるライトエースもタウンエースと統合されるなどしてきていたが、当代も引き続きノアとともにフルモデルチェンジを受ける形となった。デザインはノアのエアロモデルと差別化されており、薄くなったアッパー部と分厚いスクエア形状のロア部を組み合わせた立体構成のフロントフェイスとなり、フロントやリアのランプ類も特徴的なデザインとなった。当代ではノアの相当グレードに対し7万円高の価格設定になっている。
福祉改造車両「ウェルキャブ」では、車いす仕様車、サイドリフトアップチルトシート装着車、助手席リフトアップチルトシート車の3種類を用意。このうち、車いす仕様車のタイプI及びタイプII（サードシート付）、サイドリフトアップチルトシート装着車は型式指定とすることで持ち込み登録の手間が省かれ、納車までの期間が短縮される。車いす仕様車は乗車から固定までの一連の動作をシンプル化する新機構が採用され、架装部分の価格見直しも行われた。タイプIIについては、型式指定のサードシート付に加え、新モデルとして助手席リフトアップチルトシートを標準装備した持ち込み登録のサードシート付+助手席リフトアップチルトシートが設定された。ベースグレードは型式登録車種・持ち込み登録車種共に「S-G」のみで、型式登録車種の「S-G"車いす仕様車タイプI（車いす1名仕様）"」と「S-G"サイドリフトアップチルトシート装着車"」にはハイブリッド車（2WDのみ）も設定される。なお、3代目ではノーマルタイプに設定されていたウェルジョインは本代では設定されず、ノアのみの設定となった。

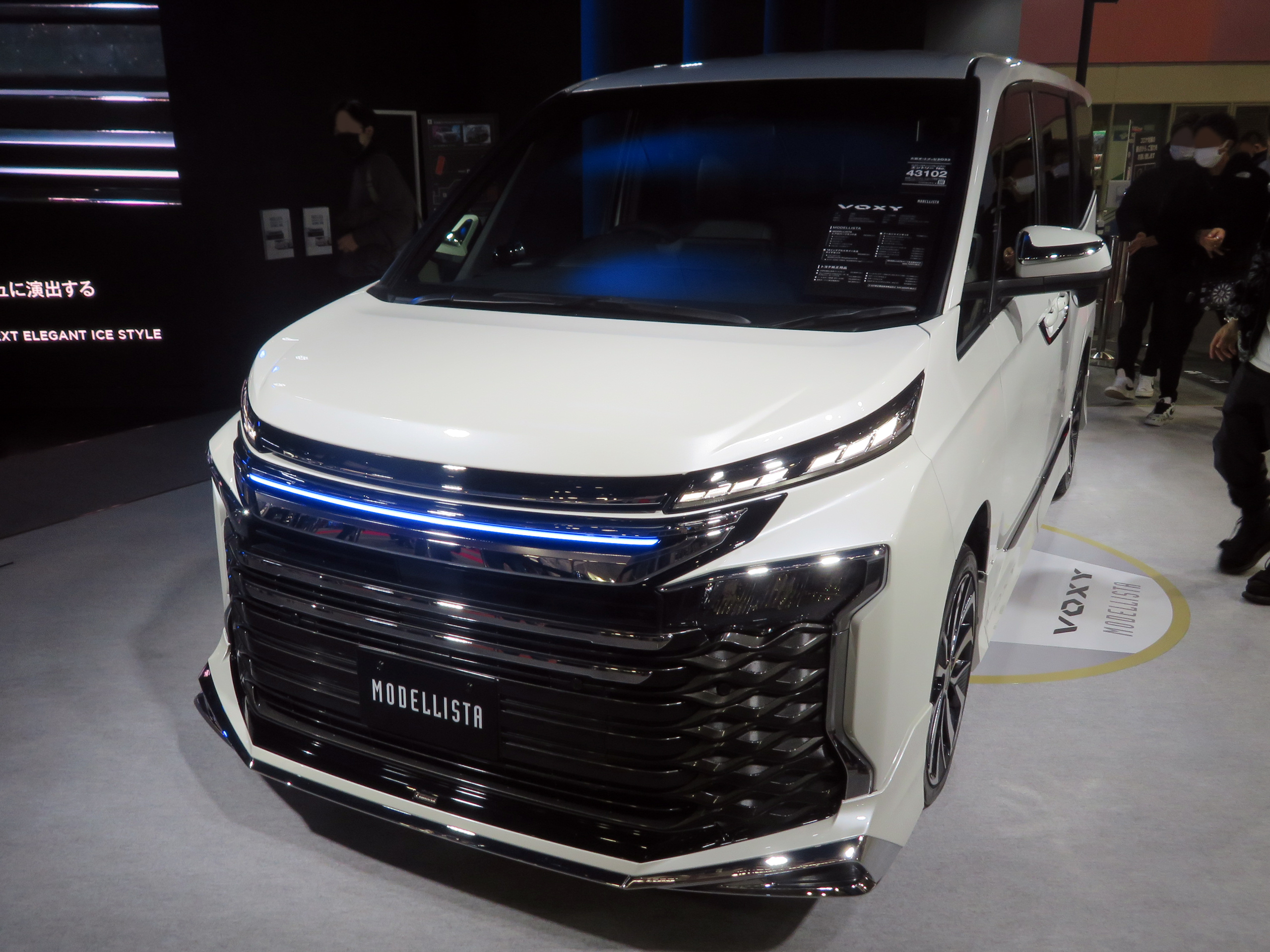
モデリスタ仕様
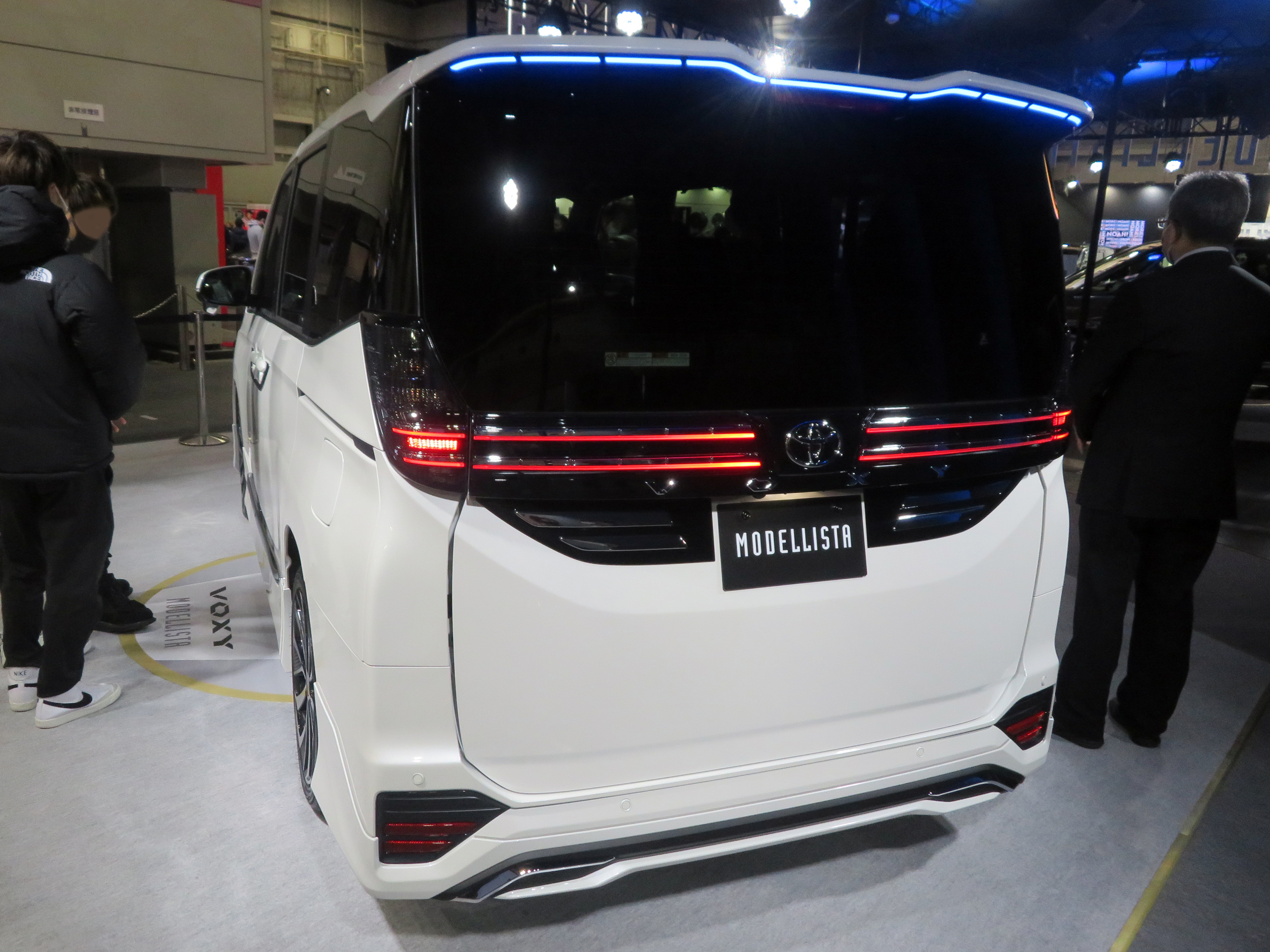
モデリスタ仕様 リア
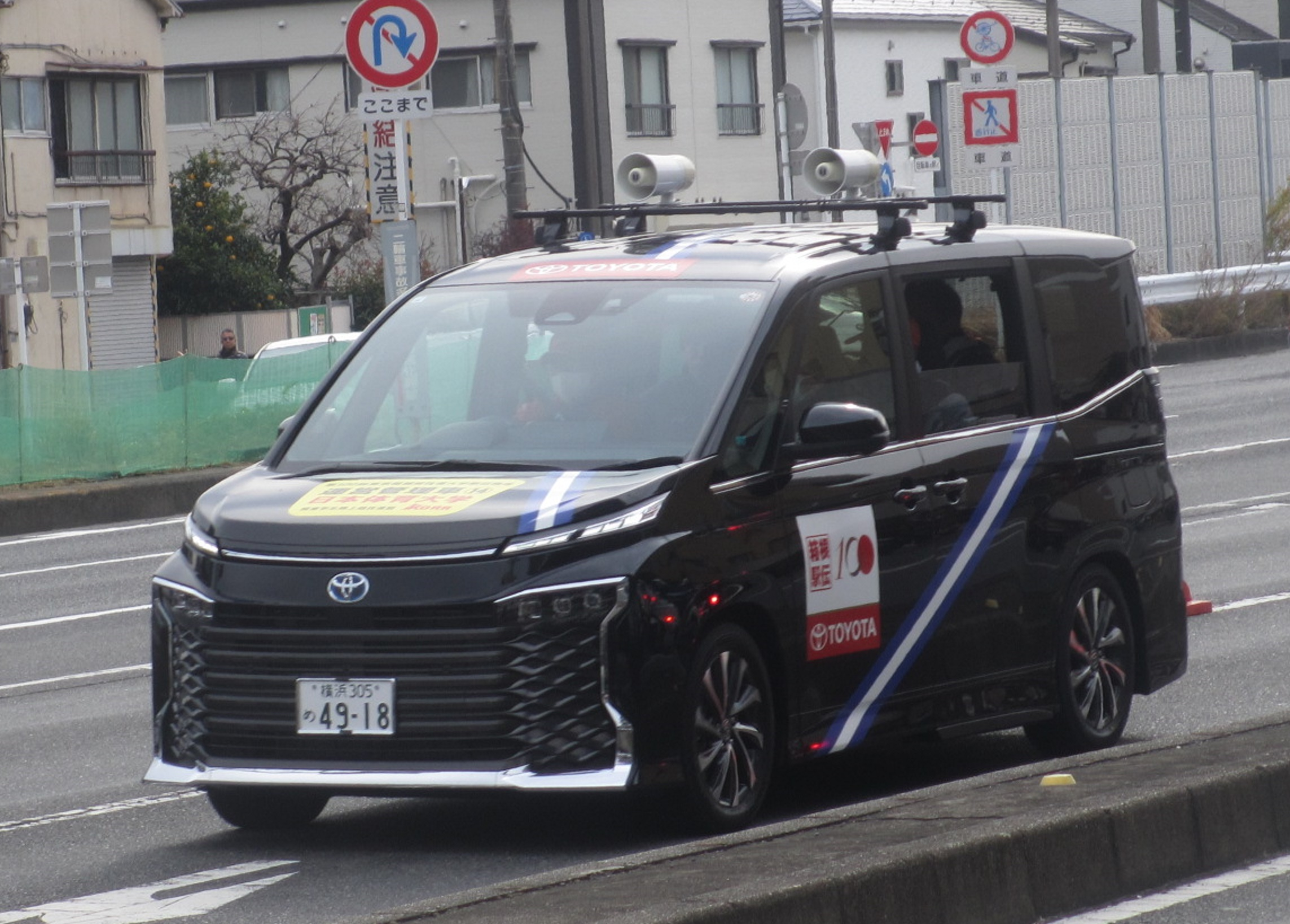
2024年 箱根駅伝 運営管理車 日本体育大学仕様

### 年表
- 2022年（令和4年）
  - 1月13日 - ノアとともにフルモデルチェンジし、同日より販売を開始した（ハイブリッド車は同月下旬より生産開始）[17]。
    - グレード体系は4代目ノアのエアロモデルと共通のグレード名称である「S-G」と「S-Z」に刷新され、ハイブリッド車は「HYBRID S-G」・「HYBRID S-Z」の名称となる。
    - ボディカラーは3代目（2020年4月仕様変更モデル）から引き継いだホワイトパールクリスタルシャイン（メーカーオプション）以外はすべて刷新され、ノアのエアロモデルとの共通カラーであるメタルストリームメタリック、アディチュードブラックマイカ、スパークリングブラックパールクリスタルシャイン（メーカーオプション）、グリッターブラックガラスフレーク（新規開発色、メーカーオプション）に、ヴォクシー専用の新規開発色となるマッシブグレーを加えた6色展開となる。

  - 10月20日 - JNCAPの自動車アセスメント2022でファイブスター賞を受賞[18]。

## 車名の由来
- 英語のVOX（言葉・声）からの造語。BOXY（英語の「箱型」の意味）を連想させるとともに若々しい響きの語感から命名された。

## 2020年4月までの販売店
- ネッツ店
  - 東京都ではネッツトヨタ東京、ネッツトヨタ多摩、ネッツトヨタ東都で取扱っていた。のちに2019年4月1日の販売チャネル制度廃止に伴い、東京都内の全販売店（トヨタモビリティ東京、カローラ店系列のトヨタ西東京カローラ、ネッツ店系列のネッツトヨタ多摩とネッツトヨタ東都）で姉妹車のノア、エスクァイア共々取り扱う。